# Toruń
Toruń  ([ˈtɔruɲ]; in yiddish טויערן‎?, Toyern; in tedesco Thorn; in italiano talvolta Turonia) è una città polacca di 196935 abitanti (2021) ed è, insieme a Bydgoszcz, capoluogo del voivodato della Cuiavia-Pomerania.
Situata sulle rive del fiume Vistola nel centro-nord della Polonia, la città è un importante centro industriale nel settore chimico.
Toruń è stata il capoluogo, dal 1975 fino al 1998 del voivodato di Toruń, cui subentrò nel 1999 il voivodato della Cuiavia-Pomerania, del quale la città è diventata capoluogo (insieme con Bydgoszcz).
Città ricca di architettura e storia, nel periodo moderno era città regia e una delle città più grandi e ricche della Corona del Regno di Polonia. La città medievale di Toruń è nella lista dei patrimoni dell'umanità dell'UNESCO e nel 2007 è stato inclusa nelle sette meraviglie della Polonia.

## Geografia fisica

### Territorio
Toruń sorge su entrambe le rive del fiume Vistola, a 50–60 m s.l.m. (pianura della Vistola). La città è collocata nel cuore del voivodato della Cuiavia-Pomerania, al centro-nord della Polonia.

### Clima
Toruń è caratterizzata da un clima continentale, con un clima molto variabile a seconda della stagione. Gli inverni sono freddi e umidi con nevicate piuttosto frequenti, mentre le estati sono prevalentemente calde.

## Etimologia

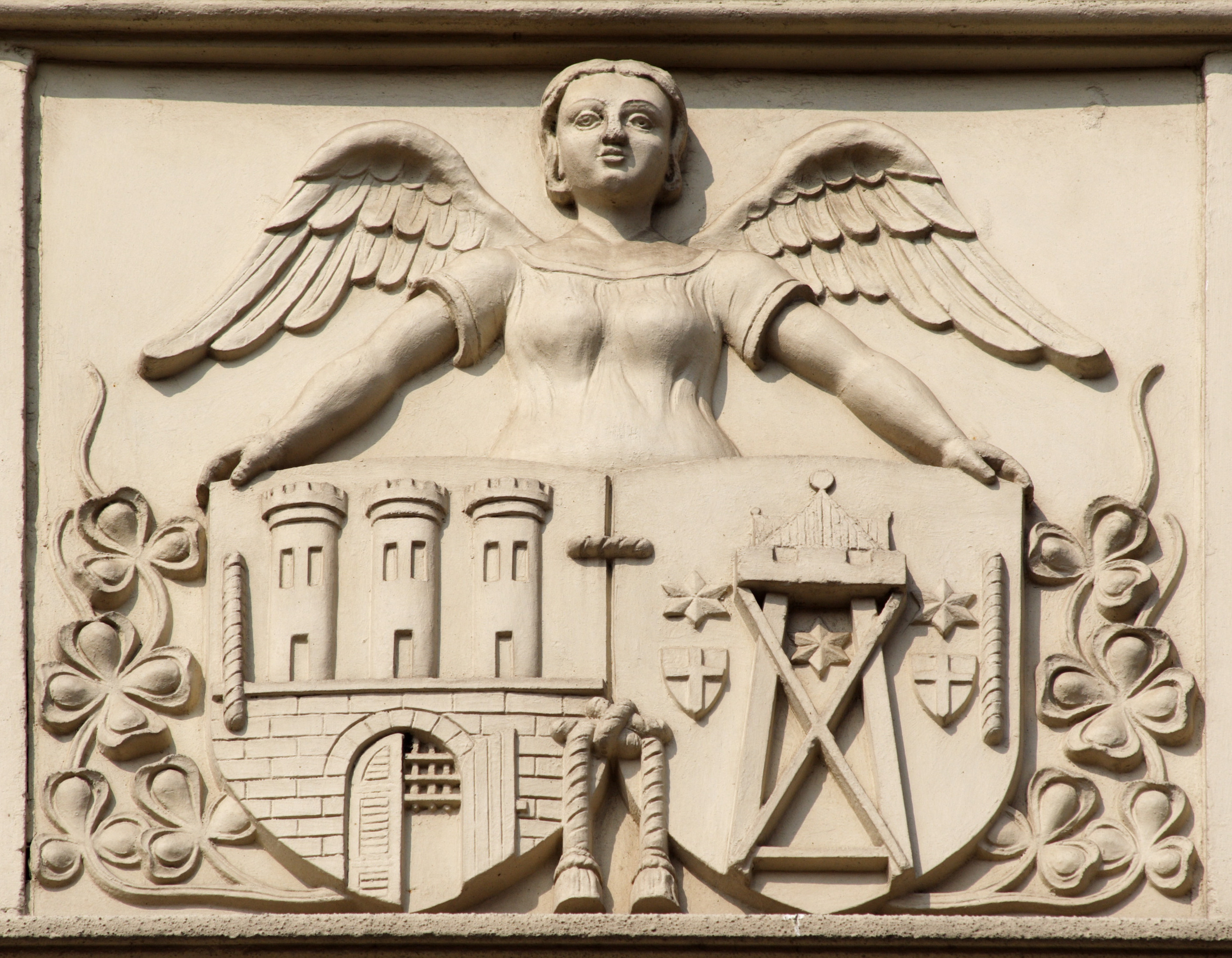
Stemma raffigurante l'unione delle due città

I primi documenti riferiti al nome della città lo riportano come Tarnowo, probabilmente derivante dalla parola polacca tor, che vuol dire "percorso" (riferito al fiume Vistola), o trarre l'origine da Tarnów, derivato dalla parola polacca tarnina, una pianta presente sui sentieri. Ci sono numerose città in Polonia con una derivazione simile.
In seguito il nome cambiò, assumendo una denominazione germanizzata: Turon, Turun, Toron, Thoron, e infine Thorn. Che potrebbe provenire dalla parola tedesca Tor (anticamente scritto Thor), che significa "cancello" (raffigurato nello stemma della città) o dal castello di Toron nel regno di Gerusalemme, nel quale i Cavalieri Teutonici servirono durante le crociate. Resta invece meno attendibile l'ipotesi che esso derivi dal nome del dio germanico Thor.
Al tempo in cui Toruń divenne parte del Regno di Polonia, nei documenti e monete recanti iscrizioni in latino riportano di solito il nome Thorun, Thorunium, civitas Thorunensis, o civitas Torunensis, e più tardi nel XV secolo, il nome corrente polacco Toruń.

## Storia

### Neolitico
L'area della città era già popolata fin dal neolitico, grazie alla sua particolare posizione geografica e alla via dell'ambra che attraversava questa zona. Il primo insediamento in prossimità dell'attuale nucleo cittadino è stato datato dagli archeologi al 1100 a.C., riconducibile alla cultura lusaziana.

### Medioevo

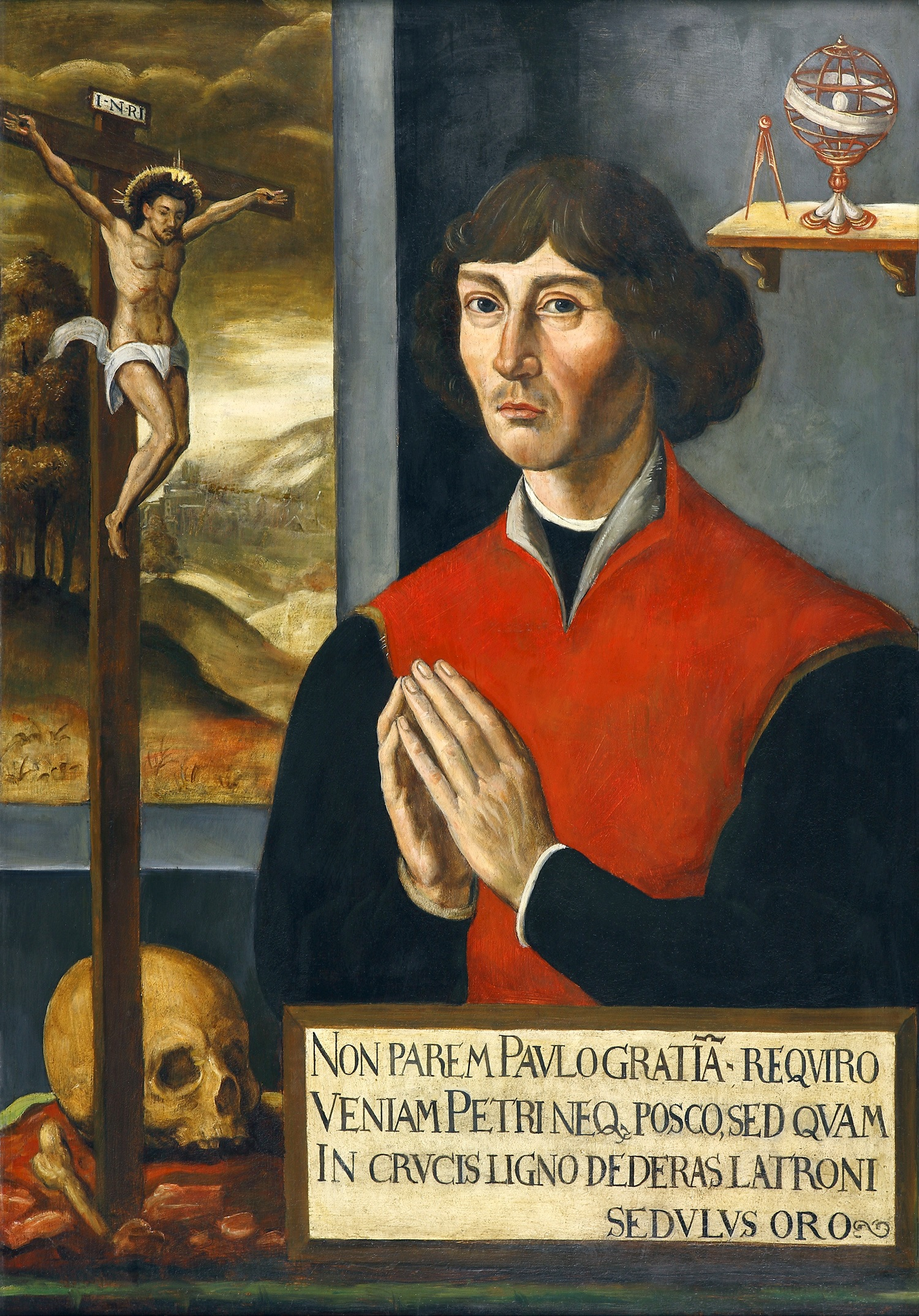
Epitaffio di Niccolò Copernico del 1589

Durante il medioevo, dal VII secolo al XIII secolo, vi era un antico insediamento slavo, situato sulla sponda sinistra del fiume Vistola. In origine, l'insediamento faceva parte del Regno di Polonia. Nella primavera del 1231 i Cavalieri Teutonici attraversarono il fiume Vistola all'altezza di Nessau, dove stabilirono una loro roccaforte. Il 28 dicembre 1233, i Cavalieri Teutonici Hermann von Salza e Hermann Balk, firmarono l'atto di fondazione delle città di Thorn e Kulm. Il documento originale è andato perduto nel 1244. Si trattava di una serie di diritti cittadini, noti come i diritti di Culm o Kulm. Nel 1236, a causa di frequenti inondazioni, l'insediamento venne trasferito dalla sponda sinistra del fiume nella sede attuale del centro storico. Nel 1263 si stabilirono nella città i frati francescani, seguiti nel 1239 dai dominicani. Nel 1264 l'adiacente Città Nuova fu fondata, prevalentemente per ospitare botteghe di artigiani. Nel 1280 Toruń divenne membro della Lega Anseatica, trasformandosi quindi in un'importante città commerciale.

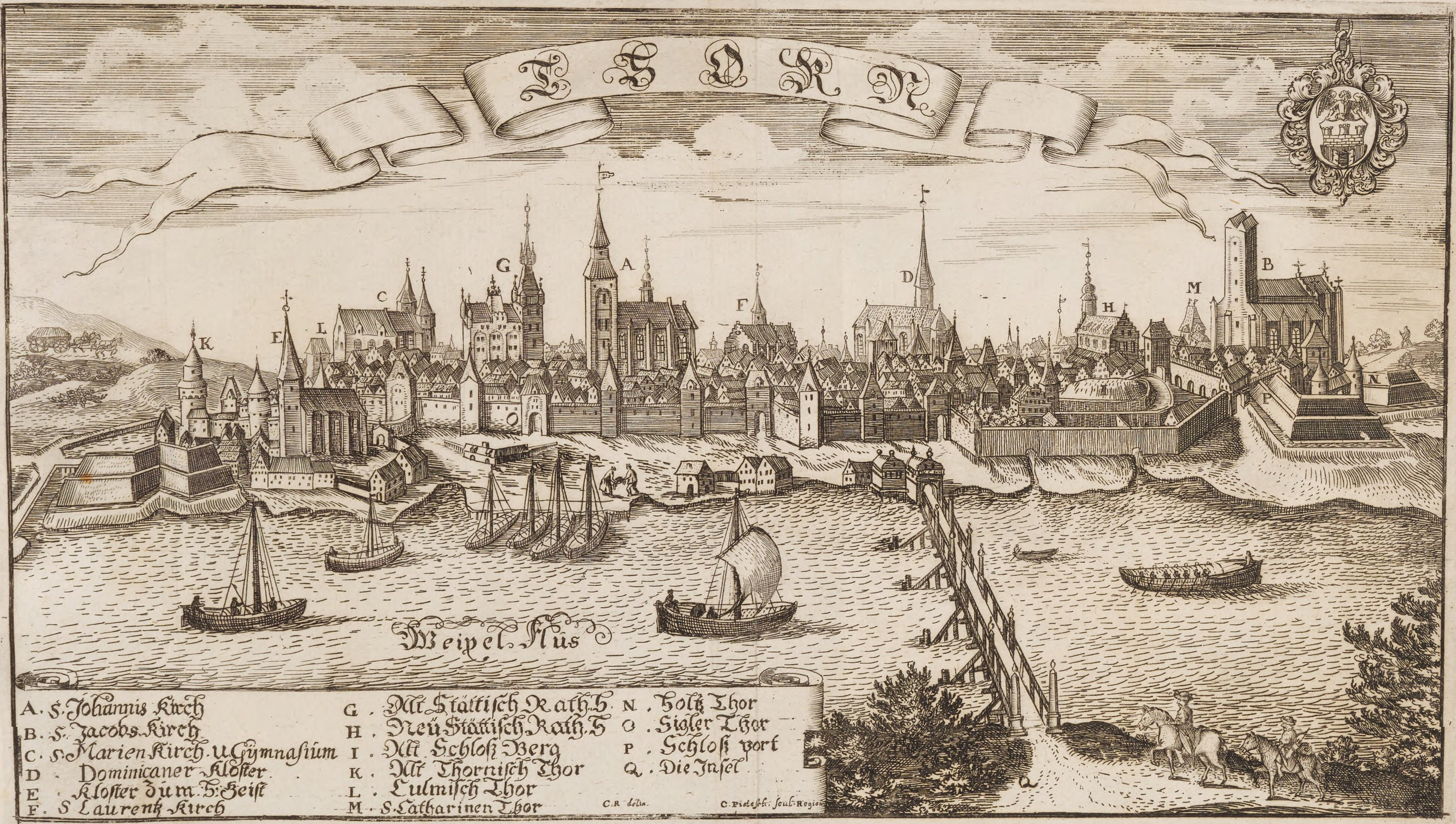
Toruń nel XVII secolo

Nel 1411 nella città venne firmata la prima pace di Toruń, che pose fine alla guerra polacco-lituano-teutonica. Il 21 febbraio 1440 fu fondata la Confederazione Prussiana, un'organizzazione che si oppose alla sempre più crescente imposizione fiscale da parte dello Stato monastico dei Cavalieri Teutonici. Nel febbraio del 1454 la Confederazione Prussiana si ribellò contro il governo dell'Ordine teutonico, richiedendo la protezione del re Casimiro IV di Polonia come garante per i loro diritti e privilegi. La ribellione portò allo scoppio della guerra dei tredici anni che finì con la sconfitta dell'Ordine teutonico da parte del Regno di Polonia, e con la stipulazione della seconda pace di Toruń nel 1466. Come conseguenza della pace di Toruń la parte occidentale della Prussia fu in seguito chiamata Prussia Reale, e quindi ceduta alla corona polacca mentre la parte orientale della Prussia rimase sotto il controllo dell'Ordine teutonico, ma come concessione da parte dei sovrani polacchi. Toruń divenne una delle città più grandi della Polonia. Nel 1473, inoltre, nacque a Toruń l'astronomo polacco Niccolò Copernico.

### Età moderna
Nel 1501 il re Giovanni I Alberto di Polonia morì a Toruń. Il suo cuore fu sepolto nella chiesa di San Giovanni. Nel 1528 una zecca reale iniziò le attività. Città di grande ricchezza e influenza, godeva dei diritti di voto durante il periodo delle elezioni reali (come una delle dieci più importanti città polacche, come Cracovia, Varsavia, Poznań, Danzica e Leopoli). Il Sejm dello stato polacco-lituano (il parlamento) si riunì a Toruń nel 1576 e nel 1626.
Nel 1557, durante la Riforma protestante, la città adottò parzialmente il luteranesimo (principalmente la minoranza non polacca, ma anche alcuni polacchi), mentre la maggior parte delle città polacche rimasero cattoliche. Sotto la guida del sindaco Heinrich Stroband (1586-1609), il potere amministrativo passò nelle mani del consiglio comunale. Nel 1595 arrivarono i gesuiti a promuovere la Controriforma, prendendo il controllo della chiesa di San Giovanni. I funzionari della città protestanti cercarono di limitare l'afflusso e il potere dei monaci cattolici come gesuiti e domenicani nella città, i quali già controllavano la maggior parte delle chiese, lasciando solo la chiesa di Santa Maria al culto protestante. Nel 1677 lo storico e educatore prussiano Christoph Hartknoch, venne invitato dal consiglio cittadino a diventare il direttore del Torunia Gymnasium, incarico che ricoprì fino alla morte, avvenuta nel 1687. Le opere di Hartknoch diedero un notevole contributo alla conoscenza storica di Prussia (compresa la Prussia Reale), Pomerania, Samogizia, Curlandia, e della Polonia.

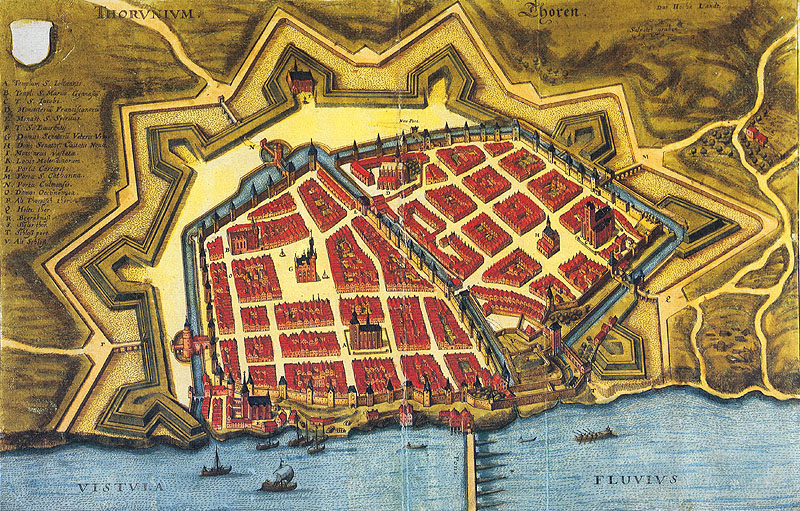
La cinta muraria nel 1641

Nella seconda metà del XVII secolo, le tensioni fra i cattolici e protestanti crebbero, in modo simile alle guerre di religione svoltesi in tutta l'Europa in questo periodo. Nei primi anni del XVIII secolo, la popolazione della città non era uniforme, in particolare la nobiltà e la borghesia erano di lingua tedesca e protestanti, mentre le classi sociali più umili erano di lingua polacca e cattolici. Circa il 70% erano polacchi e il 30% tedeschi e altri. In seguito al tumulto di Toruń del 1724, l'influenza protestante nella città venne drasticamente ridotta.

### Età contemporanea
Nel 1793 con la seconda spartizione della Polonia, il Regno di Prussia annetté la città. Nel 1807 Napoleone conquistò parte del territorio che inglobò assieme alla città nel Ducato di Varsavia, governato dal re Federico Augusto I di Sassonia, ma la Prussia riprese il controllo sulla città subito dopo la sconfitta di Napoleone nel 1814. Nel 1809 Toruń fu difesa con successo dai polacchi contro gli austriaci. Nel 1870 i francesi prigionieri di guerra vennero impiegati nella costruzione delle fortificazioni cittadine. L'anno successivo la città, insieme al resto della Prussia, entrò a far parte del nuovo Impero tedesco.

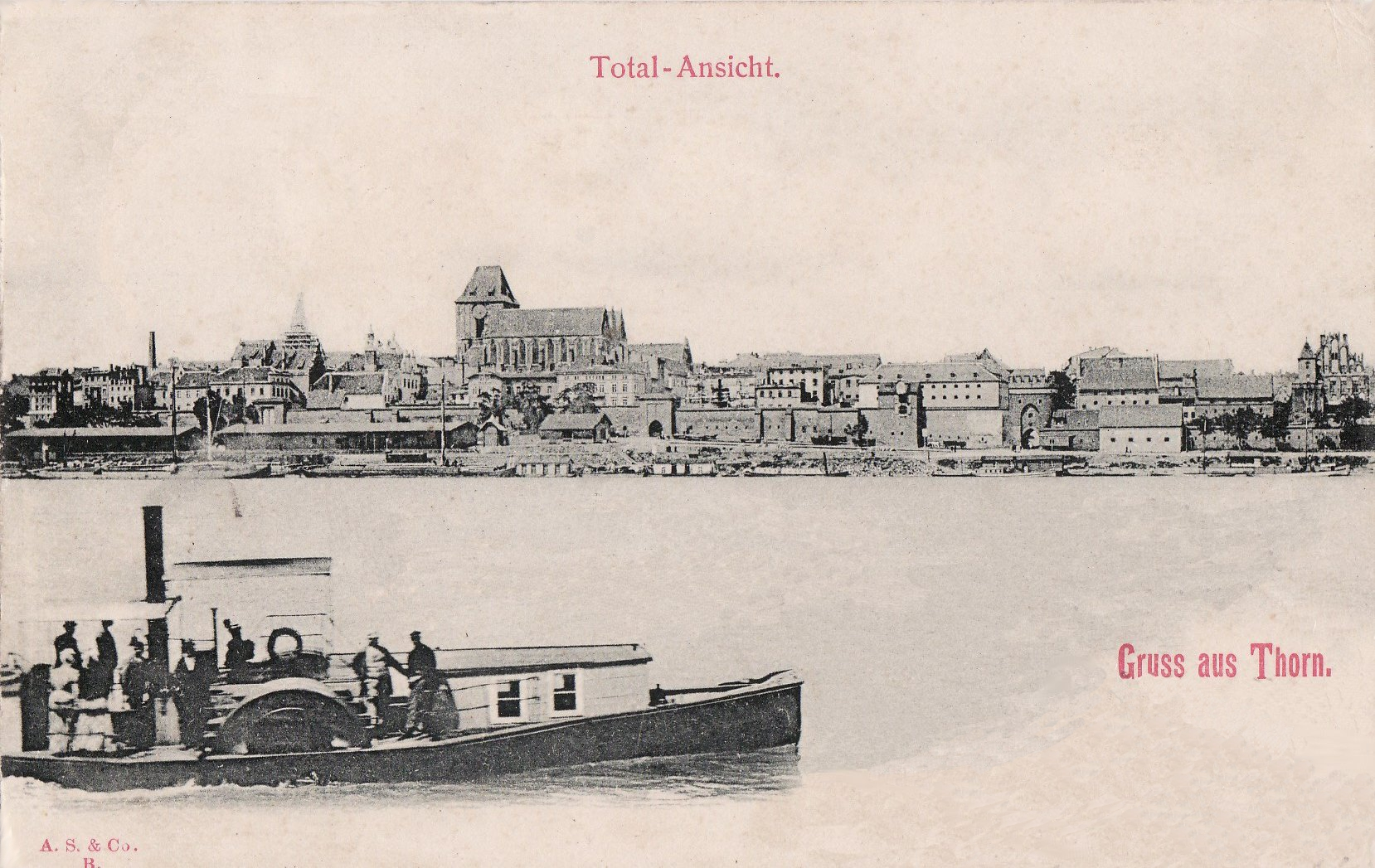
Toruń nel 1897

Nel XIX secolo Toruń venne inclusa nella zona assoggetta alla germanizzazione; nella città si creò una cospicua resistenza ad essa da parte dei polacchi, che istituirono un giornale in lingua polacca, la Gazeta Toruńska. Nel 1875 fu fondata la Società di ricerca da parte degli scienziati polacchi, e nel 1884 un'organizzazione segreta dedicata al risorgimento della Polonia. Nel 1976 la Società di ricerca ricevette la Croce di commendatore con placca dell'Ordine della Polonia restituta, una delle più alte decorazioni polacche.
A seguito del Trattato di Versailles nel 1919, la città divenne parte del corridoio di Danzica assegnato alla Polonia. Essa divenne il capoluogo del voivodato della Pomerania. La popolazione locale ricevette la cittadinanza polacca mentre la maggior parte dei tedeschi lasciò il territorio. Ciò comportò un calo significativo della presenza tedesca nella città, il cui numero all'interno diminuì da 20 509 persone nel 1910 a 2 255 nel 1926 e in seguito a 2 057 nel 1934. Nel 1917, i tedeschi rappresentavano circa il 45% degli abitanti di Toruń, e nel 1931 solo il 4% (e polacchi 95%), anche se in realtà l'alta percentuale di tedeschi nella città nel 1917 fu causata dall'afflusso massiccio di tedeschi nelle terre polacche per la germanizzazione, che riguardava anche Toruń, durante le spartizioni della Polonia).
Nel 1925 fu istituito nella città l'Istituto Baltico, il quale lavorò sulla documentazione riguardante il patrimonio e la storia della Pomerania. In generale, il periodo tra le due guerre fu un periodo di notevole sviluppo urbano per Toruń. I principali investimenti vennero completati in settori quali il trasporto (nuove strade, linee tranviarie e il Ponte Piłsudski) e lo sviluppo edilizio (nuovi quartieri residenziali ed edifici pubblici). Dopo la costruzione del ponte, nel 1938 la vicina città di Podgórz, ubicata sulla riva sinistra della Vistola, fu incorporata nella città.

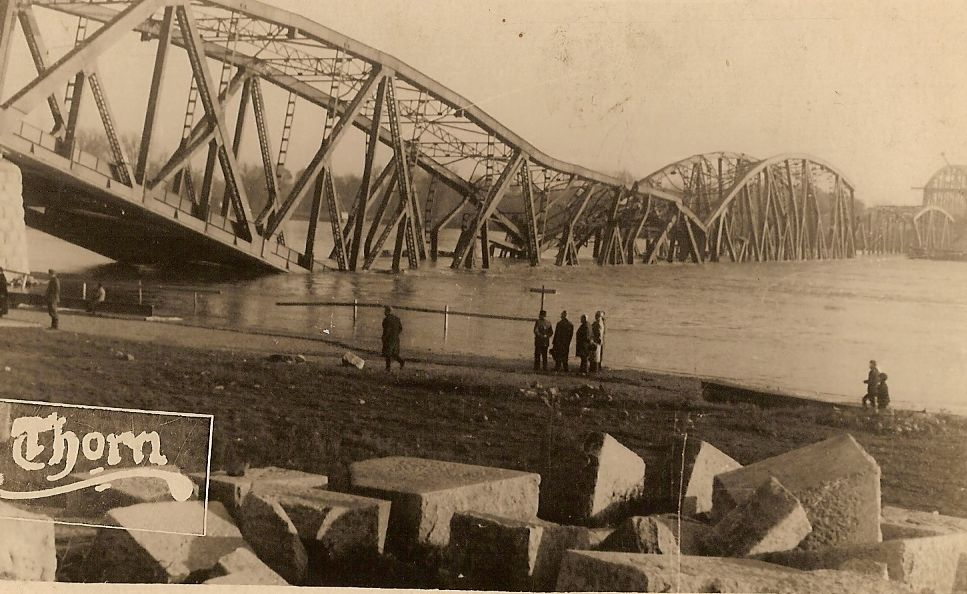
Il ponte distrutto nel 1939

La comunità ebraica di Toruń è stata molto attiva prima della seconda guerra mondiale. Poco prima dell'invasione tedesca della Polonia, gli ebrei sostennero il governo polacco nella raccolta di fondi per la difesa aerea, molto più generosamente di quanto lo fecero i cittadini polacchi. L'esercito tedesco entrò in città il 7 settembre 1939. Entro la fine di novembre l'intera comunità ebraica venne deportata, principalmente nel ghetto di Łódź o in altre località del Governatorato Generale. La Germania nazista si annetté la città incorporandola nella provincia di Danzica-Prussia Occidentale. I polacchi subirono molte restrizioni da parte delle autorità tedesche, e in seguito furono sottoposti a lavori forzati, esecuzioni ed espulsioni. Durante la seconda guerra mondiale la città si salvò dalla distruzione a differenza delle altre città polacche. Nel 1945 fu liberata dall'Armata Rossa. La città fu restituita alla Polonia, come era stato nel periodo prima della guerra. La restante popolazione di etnia tedesca venne espulsa, principalmente nella Germania dell'Est, tra il 1945 e il 1947.
Dopo la seconda guerra mondiale, la popolazione aumentò più del doppio e l'industria si sviluppò in modo significativo. Nel 1945 fu fondata l'Università Niccolò Copernico dai professori polacchi esuli dell'Università di Vilnius; nel corso degli anni divenne una delle migliori università della Polonia. L'università ha fortemente influenzato la vita intellettuale, artistica e culturale della città. Dal 1989, quando l'autogoverno locale e regionale è stato gradualmente reintrodotto e l'economia di mercato è stata ripristinata, Toruń, come altre città della Polonia, ha subito profonde trasformazioni sociali ed economiche.

## Monumenti e luoghi d'interesse

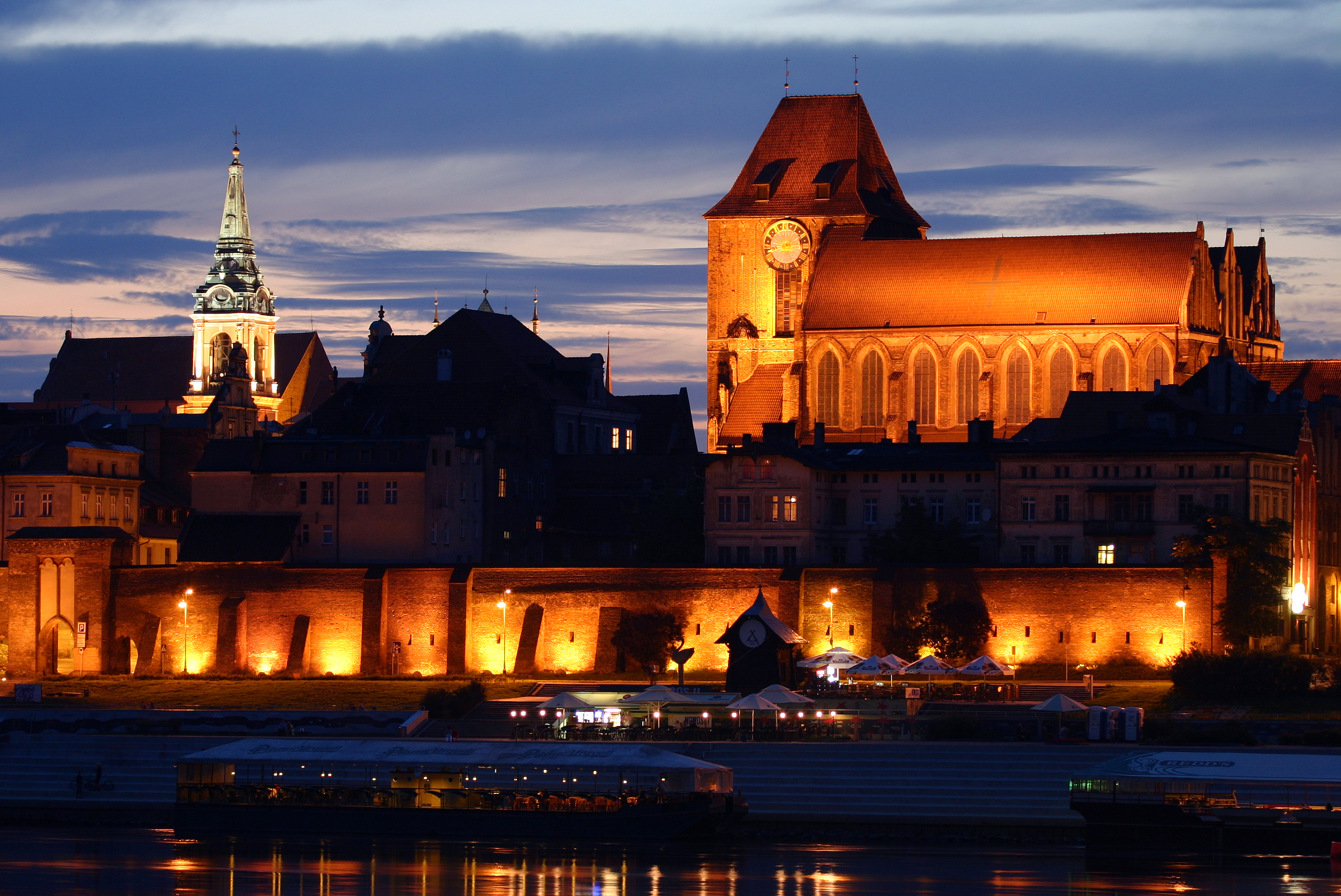
Cattedrale di Toruń

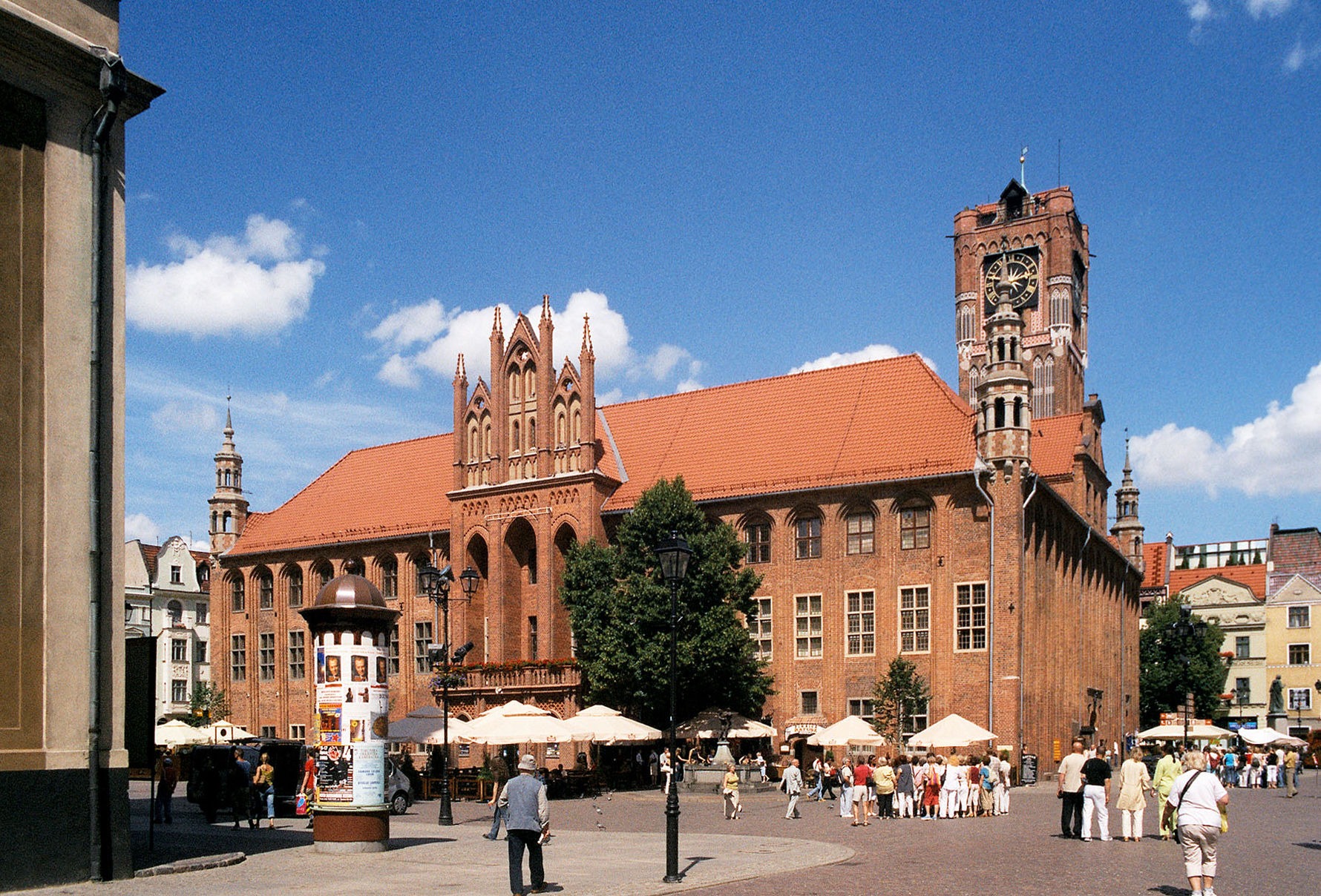
Municipio della Città Vecchia

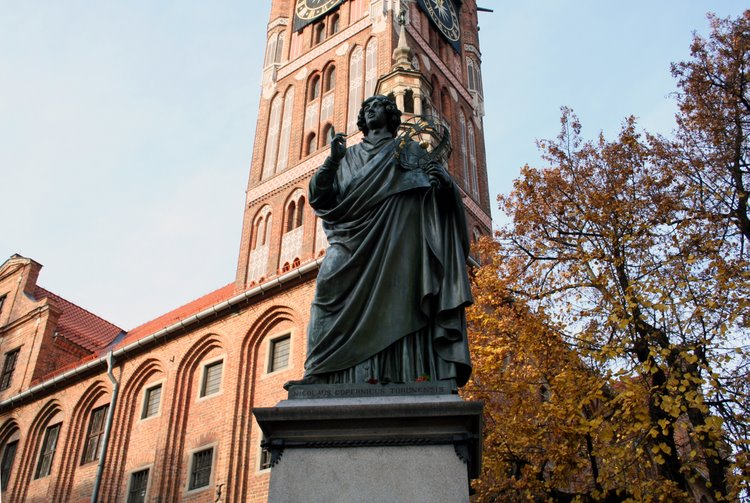
Il monumento di Niccolò Copernico

Il centro storico di Toruń, si compone di due parti: la Città Vecchia (Stare Miasto) e la Città Nuova (Nowe Miasto), precedentemente città separate e unite solo nel 1454. Il centro storico di Toruń è uno dei complessi architettonici più importanti della Polonia e dell'Europa centro-orientale. Nel 1997, è stato iscritto nella lista del Patrimonio dell'umanità dell'UNESCO.
- Municipio della Città Vecchia (Ratusz Staromiejski) - Situato al centro della Piazza del Mercato della Città Vecchia, è uno degli esempi più importanti di architettura medievale in Europa. La costruzione venne iniziata nella metà del XIII secolo, ampliata nel XIV secolo e sollevata di un piano agli inizi del XVII secolo. La torre del Municipio della Città Vecchia è la più antica torre municipale in Europa centro-orientale. Oggi l'edificio ospita il ramo principale del Museo Circondariale (Muzeum Okręgowe).
- Basilica cattedrale di San Giovanni Battista e San Giovanni Evangelista (Bazylika katedralna św. Jana Chrzciciela i św. Jana Ewangelisty) - L'ex chiesa parrocchiale della Città Vecchia, dal 1992 è cattedrale della diocesi di Toruń. Una delle tre chiese gotiche della città, costruita in mattoni rossi, con navata e una torre monumentale. La prima chiesa risalente al XIII secolo di piccole dimensioni venne sostituita dalla chiesa attuale nella prima metà del XIV secolo, nel corso del quale è stata ampliata più volte, fino a raggiungere la sua forma attuale alla fine del XV secolo. All'interno, oltre a molte opere d'arte del periodo gotico, rinascimentale e barocco. Vi è ubicato il fonte battesimale risalente al XIII secolo, presumibilmente usato per battezzare l'astronomo Niccolò Copernico oltre all'epitaffio a lui dedicato del 1589 e una sua statua del XVIII secolo.
- Chiesa di San Giacomo (Kościół św. Jakuba) - Chiesa parrocchiale della Città Nuova di Toruń, ubicata nell'angolo orientale della Piazza del Mercato della Città Nuova. La costruzione è iniziata nel 1309 e terminata nel XV secolo. La chiesa fin dalla sua consacrazione appartenne ai monaci benedettini, negli anni 1557-1667 fu affidata alla comunità evangelica, per poi ritornare nuovamente in mano ai monaci benedettini, che vi ci rimasero fino al XIX secolo. Grazie alla sua caratteristica forma, alla ricchezza dei dettagli architettonici esterni e la sofisticata configurazione spaziale degli interni, la chiesa è uno degli esempi più importanti del gotico baltico. L'interno ben conservato, presenta numerosi affreschi databili al XIV secolo e al XV secolo, e diversi arredi in stile gotico, rinascimentale, manierista e barocco.
- Chiesa dell'Assunzione della Beata Vergine Maria (Kościół Wniebowzięcia Najświętszej Marii Panny) - Chiesa gotica del XIV secolo, situata nella parte occidentale della Città Vecchia. In origine appartenente ai Frati francescani, negli anni 1557-1724 passò nelle mani dei protestanti, per poi ritornare nuovamente ai cattolici. Dal 1830 è una chiesa parrocchiale. La chiesa è composta da tre navate e dal presbiterio allungato, è presente l'arredamento originale gotico con alcuni affreschi del XIV secolo. All'esterno nella sua elevazione orientale è sormontata da tre torrette ottagonali.
- Casa di Copernico (Dom Kopernika) - Situata nella Ulica Kopernika 15/17 (Via Copernico). Probabilmente il luogo di nascita dell'astronomo Nicolò Copernico. Si tratta di due palazzine tardogotiche della fine del XV secolo, ricostruite nel XIX secolo e restaurate negli anni sessanta. Attualmente, i due edifici ospitano il Museo Circondariale di Toruń. Negli anni recenti è stata avanzata l'ipotesi, anche plausibile, che egli nacque nell'edificio in Piazza della Città Vecchia, demolito nel XIX secolo e più maestoso.
- Torre Pendente (Krzywa Wieża) - Parte integrante della vecchia cinta muraria di Toruń e quindi del sistema difensivo della città. Costruita tra il XV secolo ed il XVI secolo, presenta una marcata pendenza in avanti, probabilmente dovuta a subsidenza data dalla vicinanza al fiume.
- Rovine del castello dei Cavalieri Teutonici (Ruiny Zamku Krzyżackiego) - Eretto dai Cavalieri Teutonici nel XIII secolo, simbolo del domino teutonico sulla città, venne distrutto durante i moti cittadini nella Guerra dei tredici anni.
- Il monumento di Niccolò Copernico (Pomnik Mikołaja Kopernika) - Il monumento eretto nel 1853 in bronzo nella Piazza del Mercato della Città Vecchia, rappresenta l'astronomo Niccolò Copernico in abito accademico. La sua mano sinistra tiene un astrolabio, e il suo dito indice destro punta verso il cielo. Questo simboleggia il collegamento dell'astronomo con i suoi studi celesti e la scoperta che conseguì (la rivoluzione copernicana). Sul basamento è riportata un'iscrizione in latino redatta da Alexander von Humboldt: "Nicolaus Copernicus Thorunensis, motore terrae, solis caelique statore" ("Niccolò Copernico di Toruń, mosse la terra, fermò il cielo e il sole"). Il monumento nel corso degli anni è diventato il simbolo della città di Toruń ed è un frequente punto di ritrovo.

## Geografia antropica

### Suddivisioni amministrative
Toruń è suddivisa in 24 quartieri:
| 1. Starotoruńskie Przedmieście 2. Barbarka 3. Bielany 4. Bydgoskie Przedmieście 5. Wrzosy 6. Koniuchy 7. Chełmińskie Przedmieście 8. Rybaki 9. Stare Miasto 10. Katarzynka 11. Mokre 12. Jakubskie Przedmieście 13. Rubinkowo 14. Winnica 15. Grębocin nad Strugą 16. Bielawy 17. Na Skarpie 18. Kaszczorek 19. Piaski 20. Podgórz 21. Glinki 22. Stawki 23. Rudak 24. Czerniewice |

## Società

### Evoluzione demografica

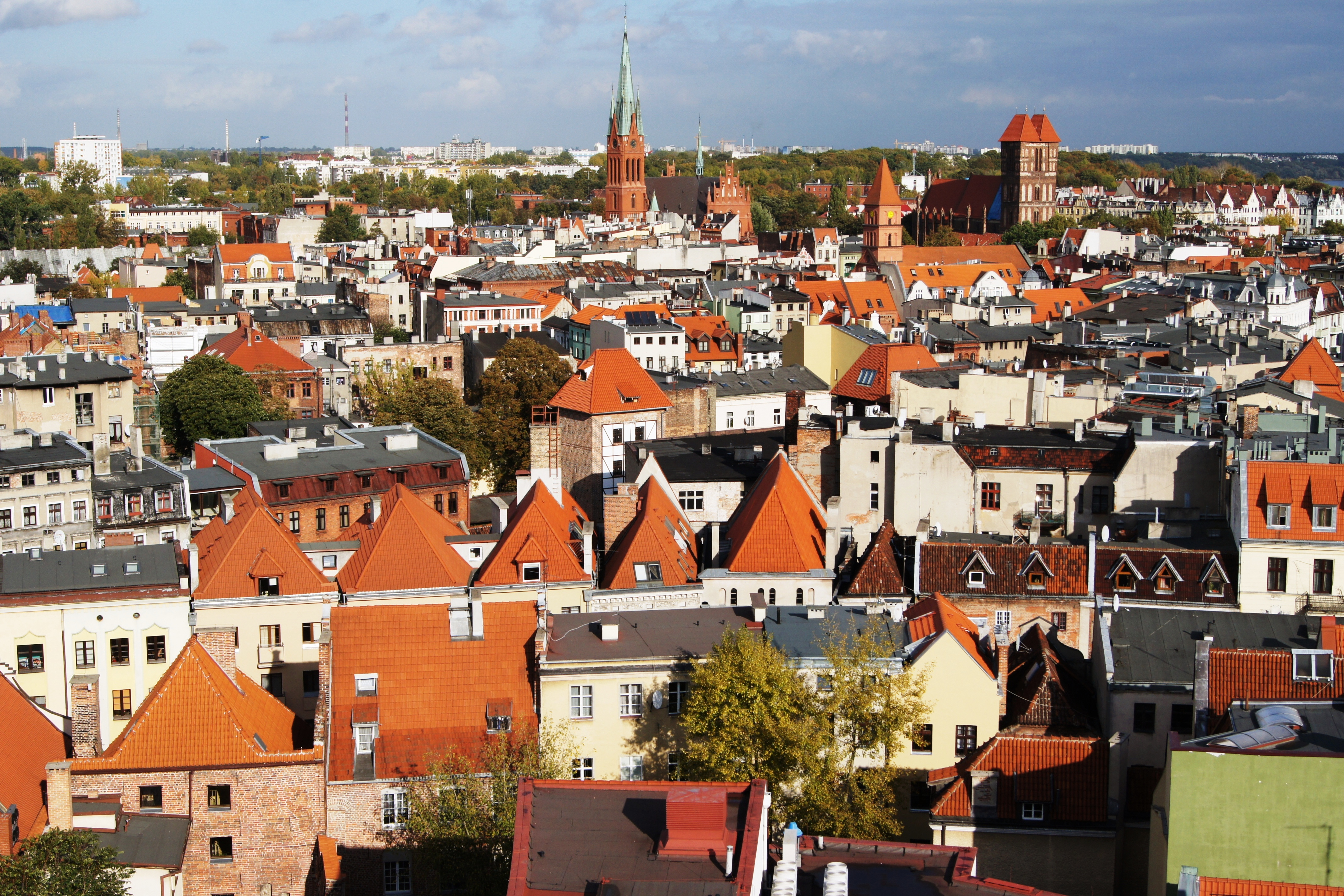
Il centro storico

L'evoluzione demografica di Toruń:
dal 1810 al 2010

## Cultura

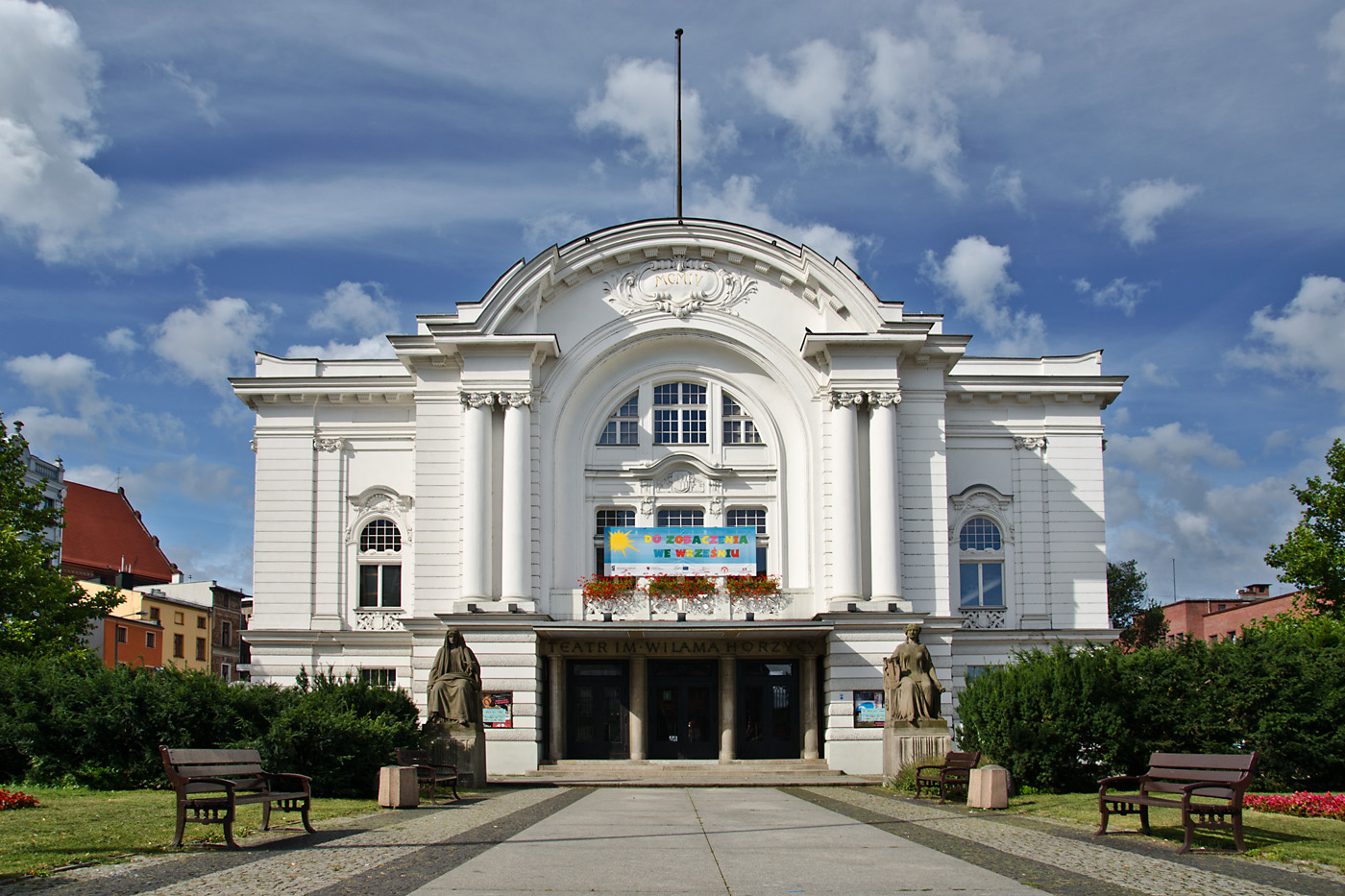
Teatro "Wilam Horzyca"

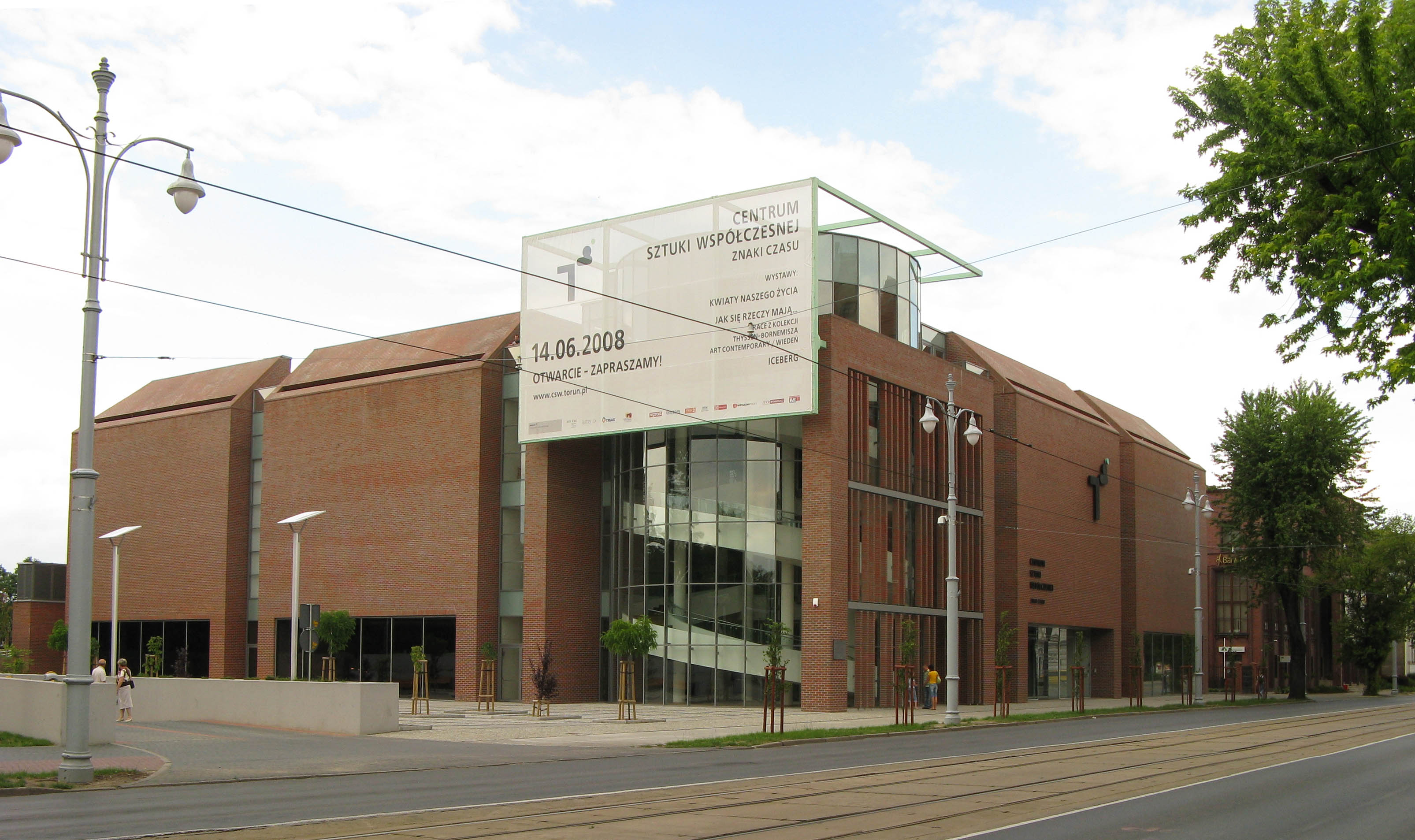
Centro d'Arte Contemporanea

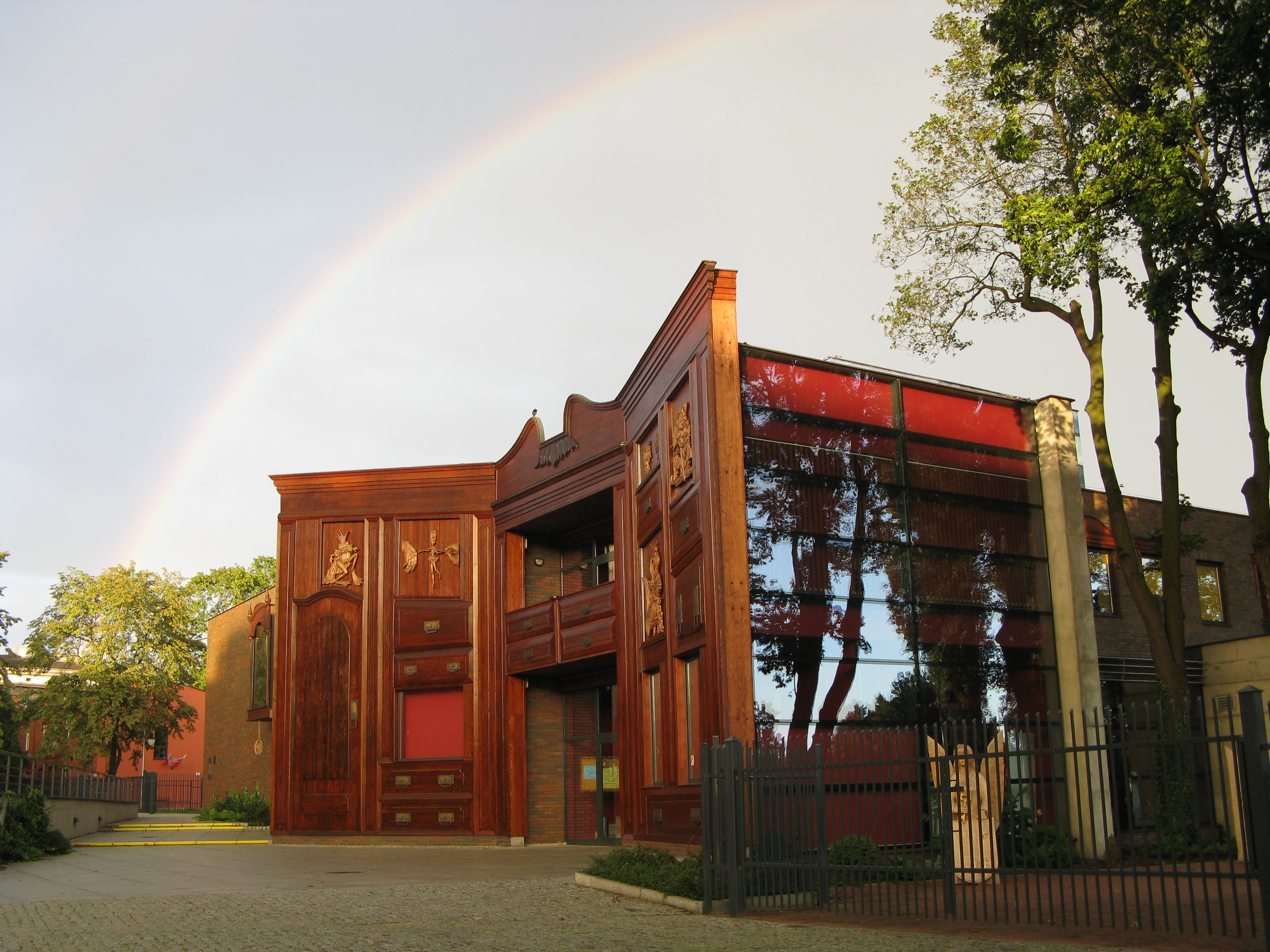
Teatro delle Fiabe Pomerano

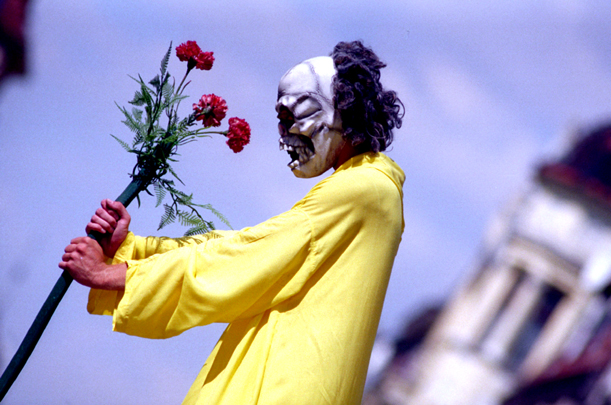
Teatro di strada

Toruń è, dal punto di vista delle attività culturali, una delle città più ricche della Polonia.
Nel luglio 2006 la città si era candidata assieme a Pamplona per diventare la "Capitale Europea della Cultura 2016", titolo assegnato in seguito a Breslavia.

### Musei e gallerie
I musei di Toruń offrono un'ampia e variegata gamma di collezioni, la cui storia risale fino all'anno 1594, data in cui venne aperto il primo "musaeum". Essi sono circa venti (si tratta di una densità straordinariamente elevata rispetto ad altre città della stessa grandezza), e ogni anno vengono frequentati da oltre un milione di visitatori.
I principali musei della città:
- Museo Circondariale (Muzeum Okręgowe w Toruniu)
  - Municipio della Città Vecchia (Ratusz Staromiejski w Toruniu)
  - Museo dell'arte d'Estremo Oriente - Palazzina sotto la stella (Muzeum Sztuki Dalekiego Wschodu)
  - Museo di Archeologia (Muzeum Archeologii w Toruniu)
  - Casa di Copernico (Dom Kopernika)
  - Museo del Pan di zenzero di Toruń (Muzeum Piernika w Toruniu)
- Planetario (Planetarium im. Władysława Dziewulskiego)
- Museo Etnografico (Muzeum Etnograficzne w Toruniu)
- Centro d'Arte Contemporanea (Centrum Sztuki Współczesnej "Znaki Czasu")
- Museo d'artiglieria (Muzeum Artylerii w Toruniu)
- Museo delle fortificazioni cittadine (Muzeum Fortyfikacji Pancernej Twierdzy Toruń)

### Teatri
Il più importante teatro della città è il Teatro "Wilam Horzyca" (Teatr im. Wilama Horzycy), si tratta di un teatro drammaturgico inaugurato nel 1904, il quale nel corso degli anni è diventato uno tra i più rinomati teatri della Polonia. Toruń possiede anche tre teatri per bambini: Teatro delle Fiabe Pomerano (Teatr Baj Pomorski), Teatro delle Marionette il Mondo Incantato (Teatr Lalek Zaczarowany Świat) e Vaśka. Il più famoso di loro, è il Teatro delle Fiabe Pomerano il quale mette in scena ogni giorno decine di spettacoli diversi ed è anche una delle poche strutture moderne nel centro storico. Oltre ai teatri stabili esistono inoltre numerosi teatri alternativi o di strada.
Ogni anno in città si svolge generalmente a maggio il festival teatrale "Kontakt", uno degli eventi teatrali più significativi della Polonia.

### Gastronomia

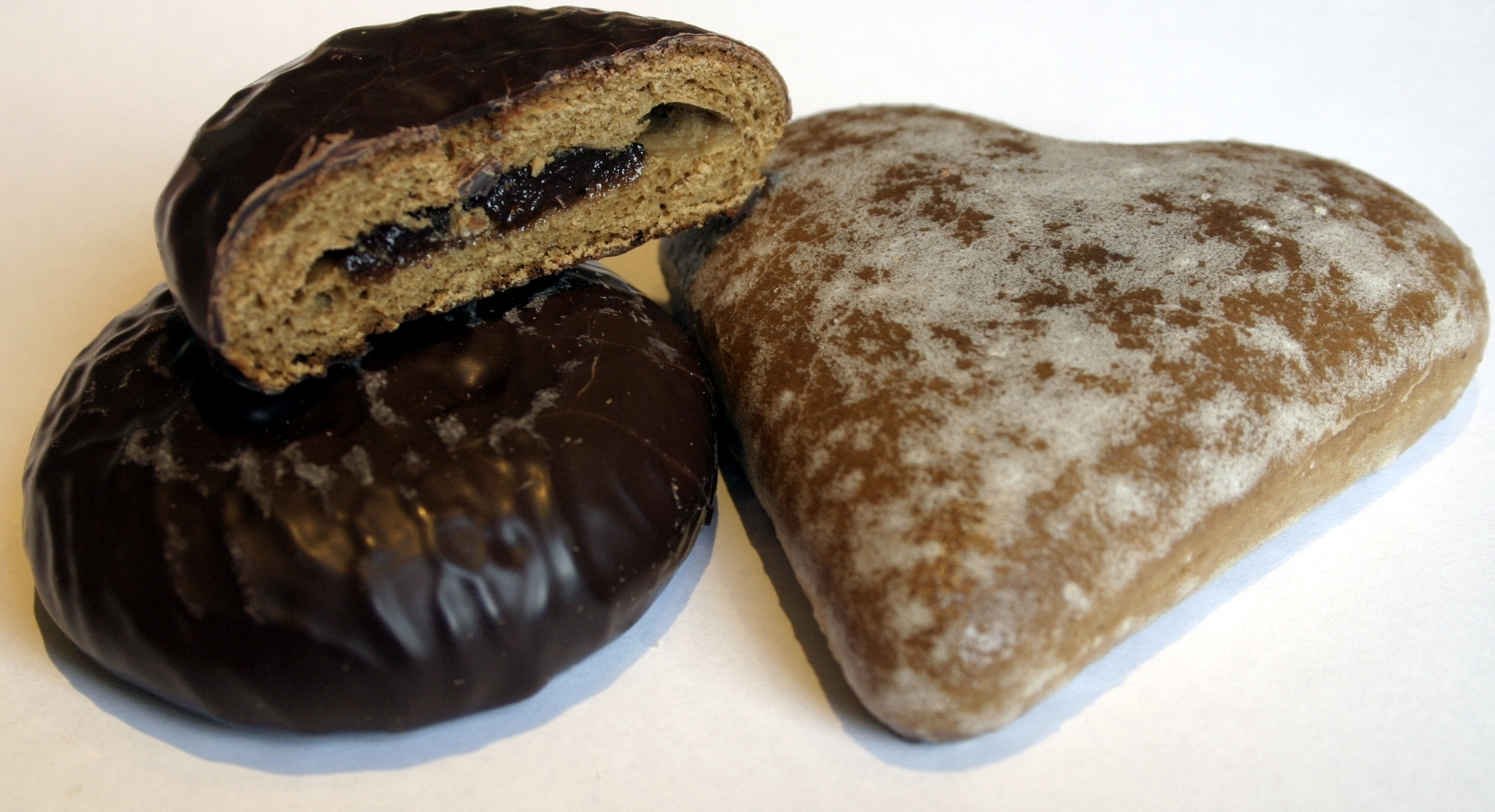
Il pan di zenzero di Toruń

Il pan di zenzero (pierniki) è sicuramente uno dei dolci tipici di Toruń e il più famoso.
Infatti non viene consumato solamente nella sua città di origine e in Polonia, ma varca anche i confini del paese portando il nome di Toruń in tutto il mondo.
Di origini medioevali, il pan di zenzero è un dolce di forma circolare o a cuore, dal gusto dolcemente speziato.
I suoi ingredienti caratteristici sono: farina, acqua, latte, miele e le spezie. Ne esistono di diverse versioni spesso glassati o ricoperti di cioccolata e riempiti con confettura o non.
Come per altri prodotti tipici della tradizione, intorno al pan di zenzero di Toruń girano molte leggende e curiosità, ma la più famosa di queste narra la storia di Caterina la figlia di un mugnaio, la quale venne incaricata di preparare delle squisite pietanze per l'arrivo del re in città. Furono delle api a suggerirle di aggiungere del miele all'impasto. I dolci riuscirono perfettamente e il re da quel giorno, iniziò a glorificare il pan di zenzero di Toruń presso tutte le corti d'Europa.
Oggi questo dolce è prodotto in numerose fabbriche dolciarie ma la più rinomata è "Kopernik", aperta nel 1763 da Gustav Weese.

## Istruzione e ricerca

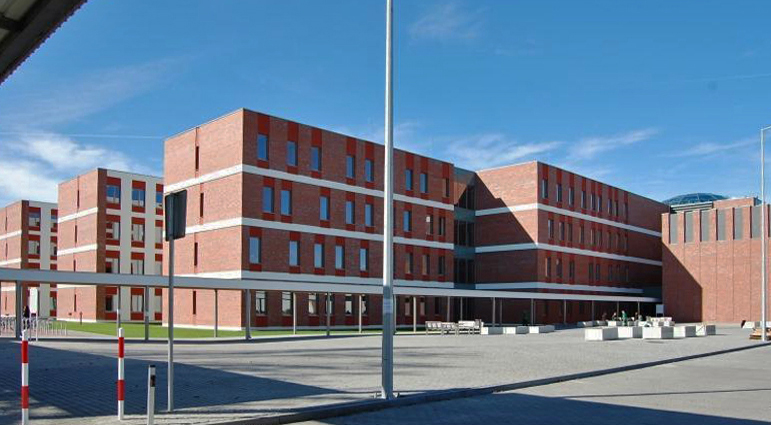
Campus dell'Università Niccolò Copernico

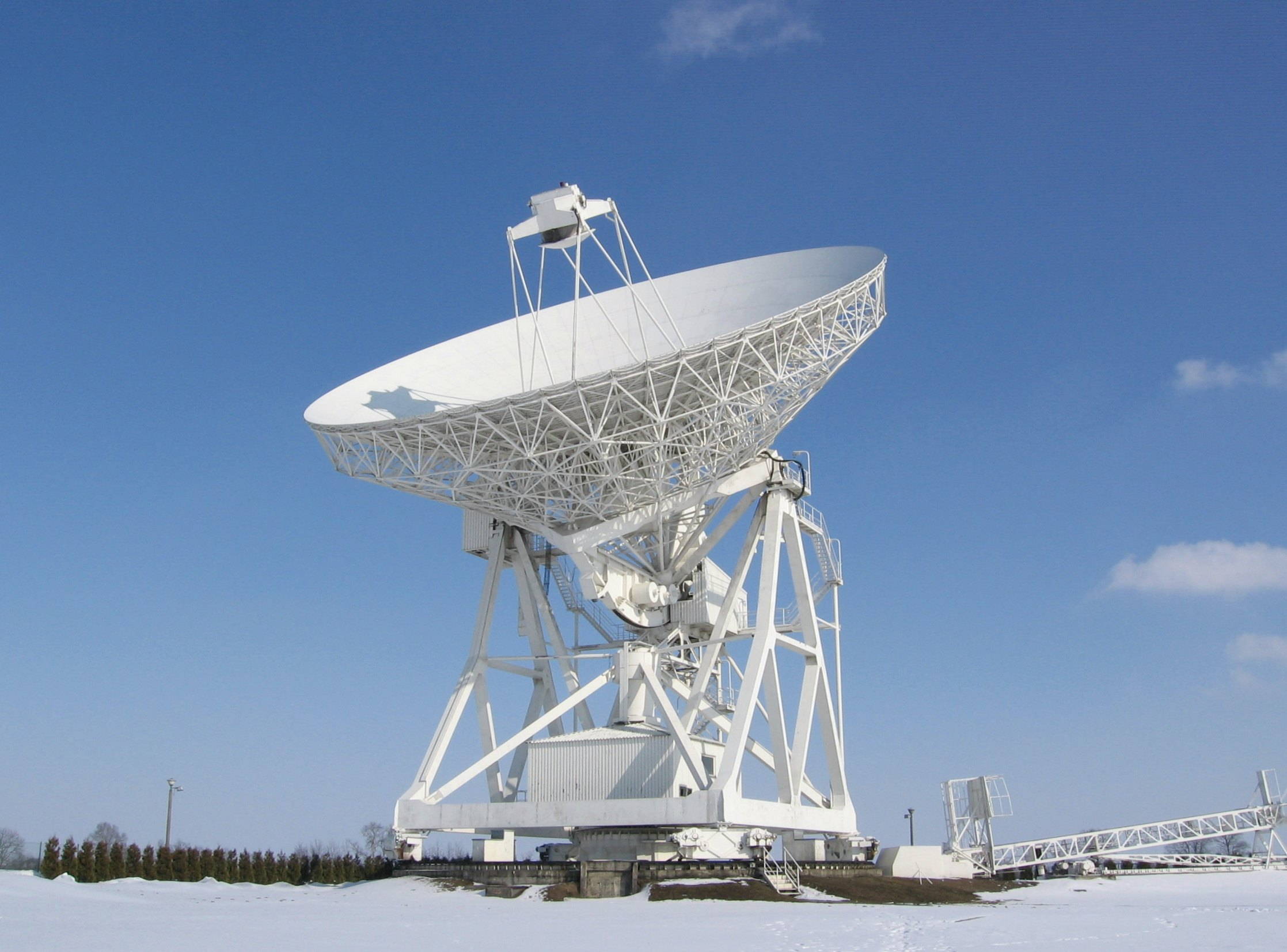
Radiotelescopio dell'università

Toruń è una delle più importanti città universitarie della Polonia.
Nella città vi si trova l'Università Niccolò Copernico (Uniwersytet Mikołaja Kopernika w Toruniu), attualmente divisa in due università separate (Collegium Medicum di Bydgoszcz) e operativa in quattro città della regione. Sebbene l'Università sia stata fondata nel 1945 dai professori esuli dell'Università di Vilnius, la città vanta una storia accademica di gran lunga antecedente al dopoguerra. Nel 1568 venne fondato il Ginnasio Accademico di Toruń, che fu una delle prime accademie nel nord della Polonia. Tra i suoi professori nei secoli XVII e XVIII furono studiosi meritevoli della storia polacca e prussiana, autori di libri di testo e documenti provenienti da varie discipline umanistiche. Oggi l'Università Niccolò Copernico è la più rinomata nel campo astronomico in Polonia – in onore di Niccolò Copernico, il più illustre cittadino della città – vantando un osservatorio astronomico tra i più innovativi dell'Europa centro-orientale.
Toruń ospita inoltre la Società di Ricerca di Toruń (Towarzystwo Naukowe w Toruniu, TNT); si tratta di un'organizzazione dedita fin dal 1875 al servizio e allo sviluppo della scienza e della cultura.

## Economia

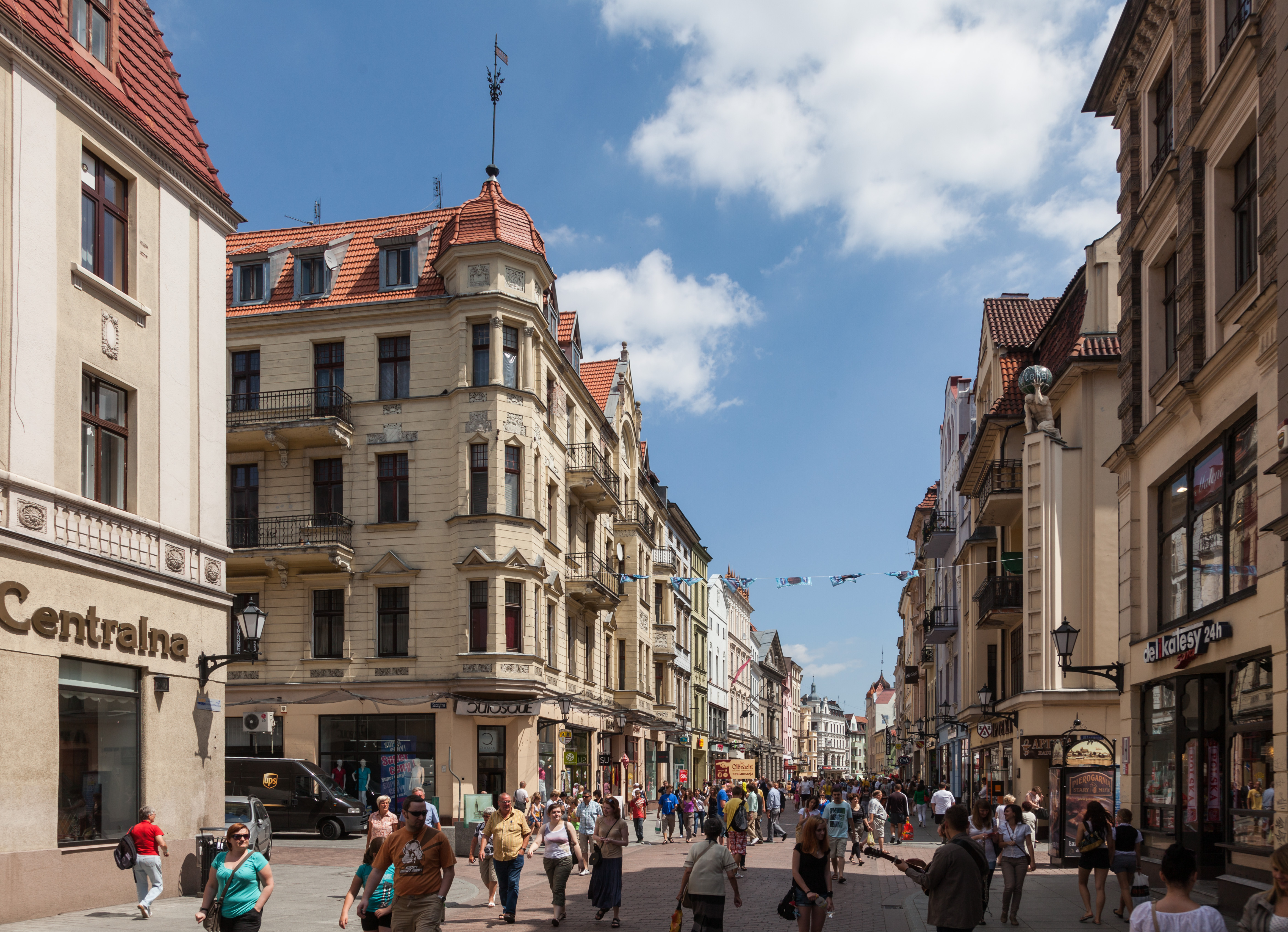
La via larga (Ulica Szeroka)

Le principali attività economiche sono quelle legate all'industria dei trasporti al settore high-tech e chimico, di notevole importanza è anche il settore finanziario. Anche se la città è di medie dimensioni, grazie alla sua posizione al centro del paese ma anche alla ottima rete stradale e ferroviaria, Toruń ospita alcune sedi delle aziende più grandi e più influenti della Polonia, o almeno delle loro controllate. Il tasso di disoccupazione ufficiale, a partire da settembre 2008 è del 5,4 %.
Nel 2006, vennero inaugurati alcuni impianti di proprietà di Sharp Corporation e di altre società giapponesi nelle vicinanze della città (circa 10 chilometri dal centro della città). Le strutture si trovano in una zona economica speciale da poco creata "Pomorska Specjalna Strefa Ekonomiczna" (Zona Economica Speciale Pomerana). La città ne ha giovato molto sia in termini economici che demografici, poiché molti ingegneri, manager e tecnici specializzati si sono trasferiti con le loro famiglie dal Giappone a Toruń, dando vita così alla più grande comunità giapponese della Polonia e dell'Europa orientale.
Grazie al suo patrimonio architettonico, Toruń viene visitata da oltre 1,5 milioni di turisti all'anno (1,6 milioni nel 2013). Questo rende il turismo un ramo importante dell'economia locale, anche se il tempo trascorso dai turisti in città o il numero di alberghi che possono servire loro non sono ancora considerati soddisfacenti. I principali investimenti nella conservazione dei monumenti della città, la costruzione di nuovi alberghi (tra cui quelli di alto livello), il miglioramento della promozione della città, così come il lancio di nuovi eventi culturali, danno ottime prospettive per il futuro turistico della città.

## Infrastrutture e trasporti
Toruń vanta una rete di trasporto ottimamente sviluppata e ben gestita (ferroviaria, stradale e lacustre). Toruń è situata all'interno di un importante nodo stradale, il quale è anche uno dei più importanti della Polonia. L'autostrada A1 raggiunge Toruń ad est, e una tangenziale a sud-ovest circonda la città. Inoltre vi è un certo numero di strade nazionali (numerate: 10, 15, e 80) che attraversano la città.

### Mobilità urbana ed extraurbana

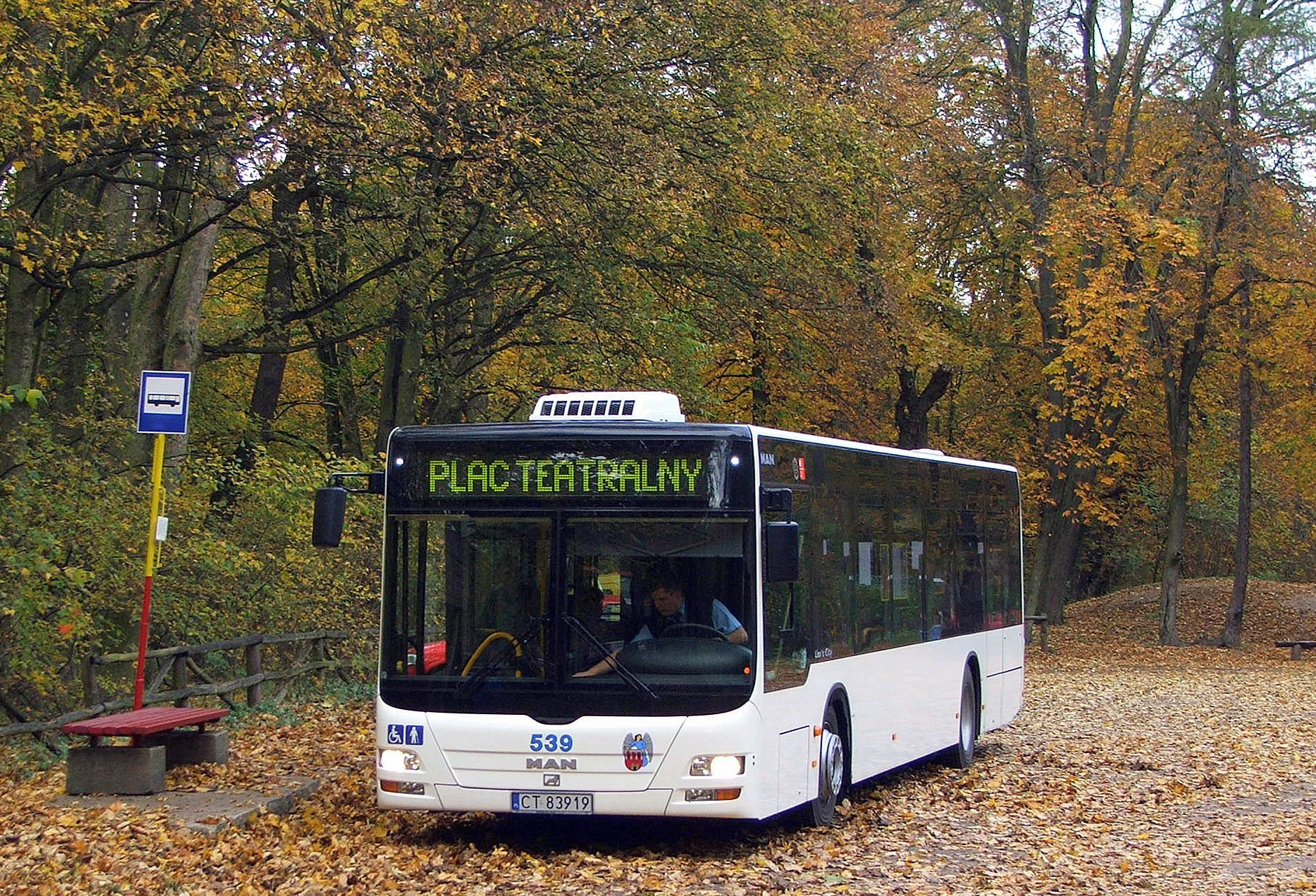
Autobus di Toruń

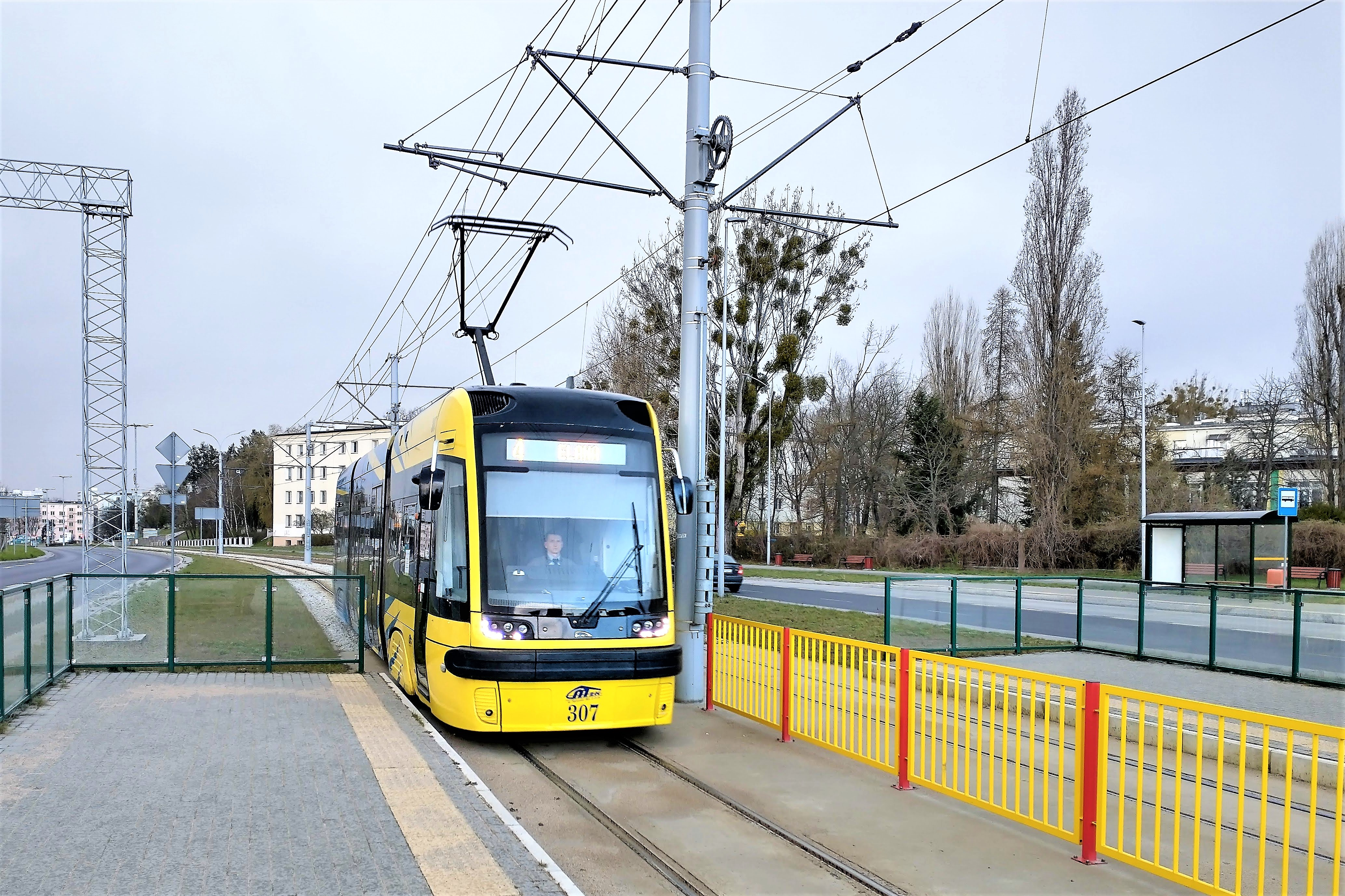
Tram di Toruń

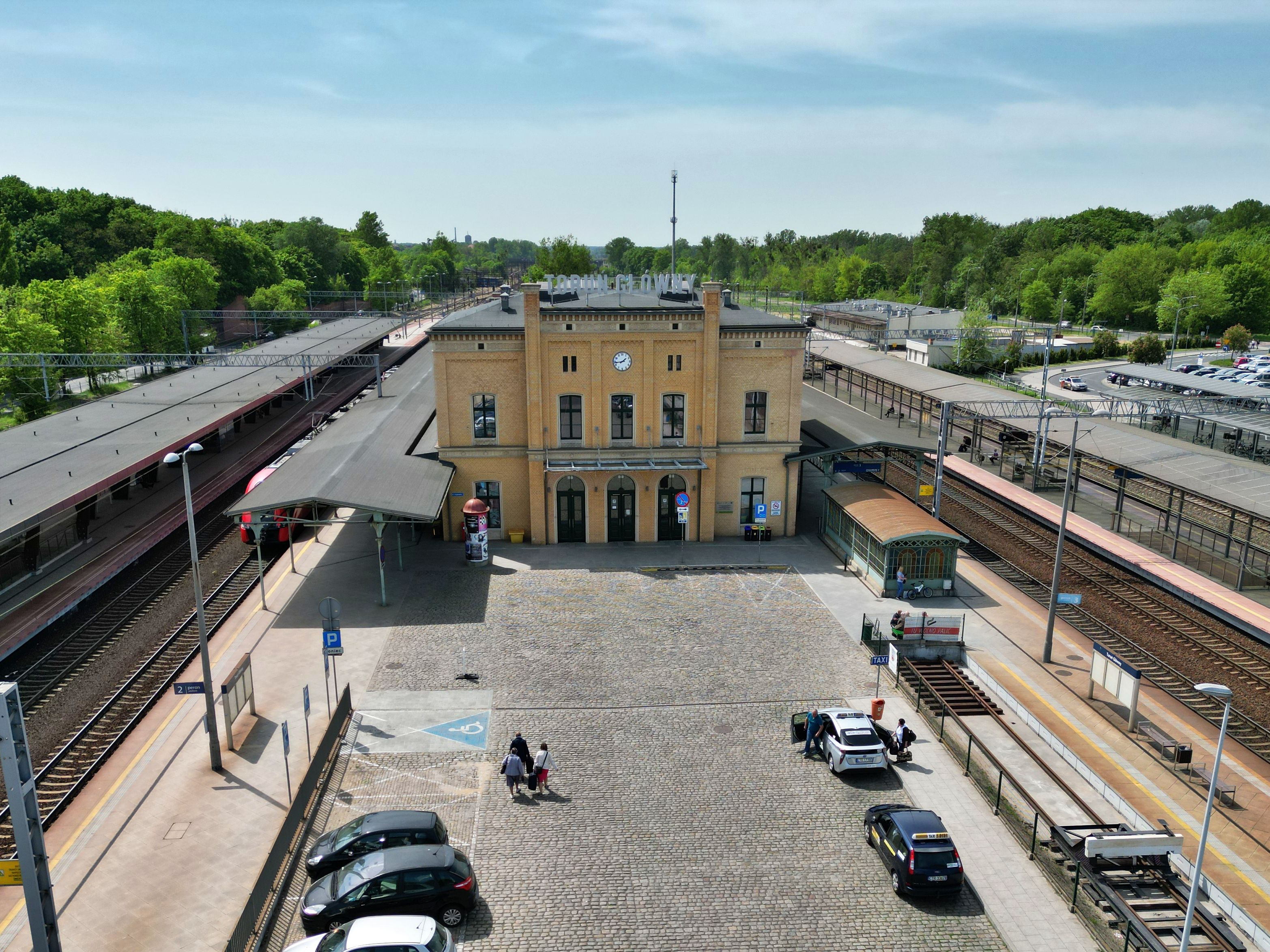
Stazione centrale

La città vanta una notevole rete di collegamenti urbani ed extraurbani.
A Toruń ci sono tre stazioni ferroviarie che prevedono la fermata dei treni regionali e quelli a lunga percorrenza: la stazione centrale (Toruń Główny), Toruń Miasto e Toruń Wschodni. In più la città possiede due stazioni autobus, grazie alle quali è collegata con altre città del paese.
Oltre alla ferrovia, Toruń detiene una densa rete di trasporto pubblico urbano, con molte linee tranviarie e di autobus. L'operatore principale, è la MZK, la società opera nella città sia con autobus che con i tram. Anche altri operatori privati, forniscono servizi autobus per la città e i villaggi vicini ma in termini molto più ridotti.

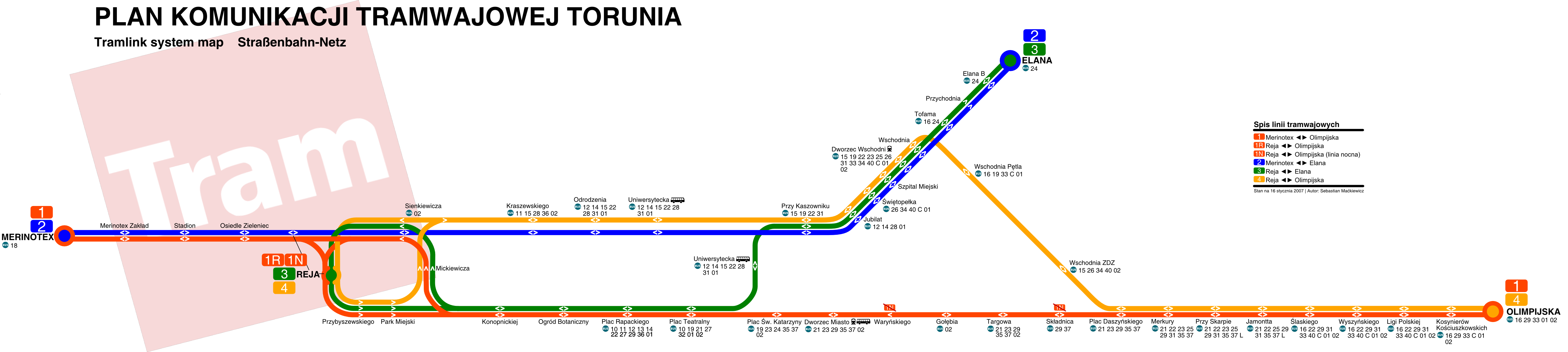
Le linee tranviarie di Toruń

#### BiT City
Il BiT City è un collegamento ferroviario interurbano rapido, e in particolare tra le città di Toruń e Bydgoszcz (aeroporto). Si tratta di una joint venture tra le città di: Toruń, Bydgoszcz, Solec Kujawski, e il voivodato, ed è considerata come un'ottima soluzione nell'integrazione della regione. Lo scopo principale è quello di permettere un viaggio veloce tra e all'interno di queste città con un solo biglietto. Dal settembre 2008, il progetto "one-ticket" è stato esteso anche per le città di Włocławek e Grudziądz.

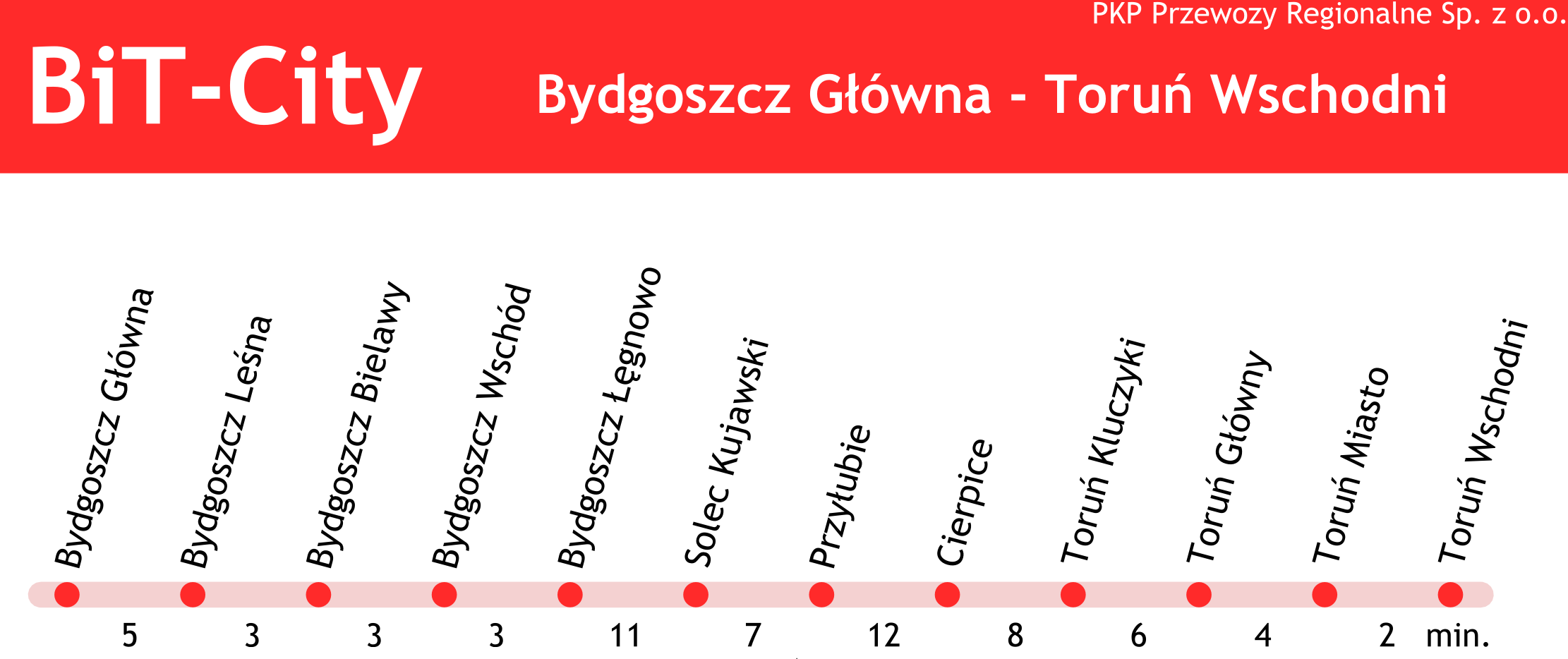
La linea BiT City

## Sport
- Angels Toruń - football americano
- Elana Toruń - calcio

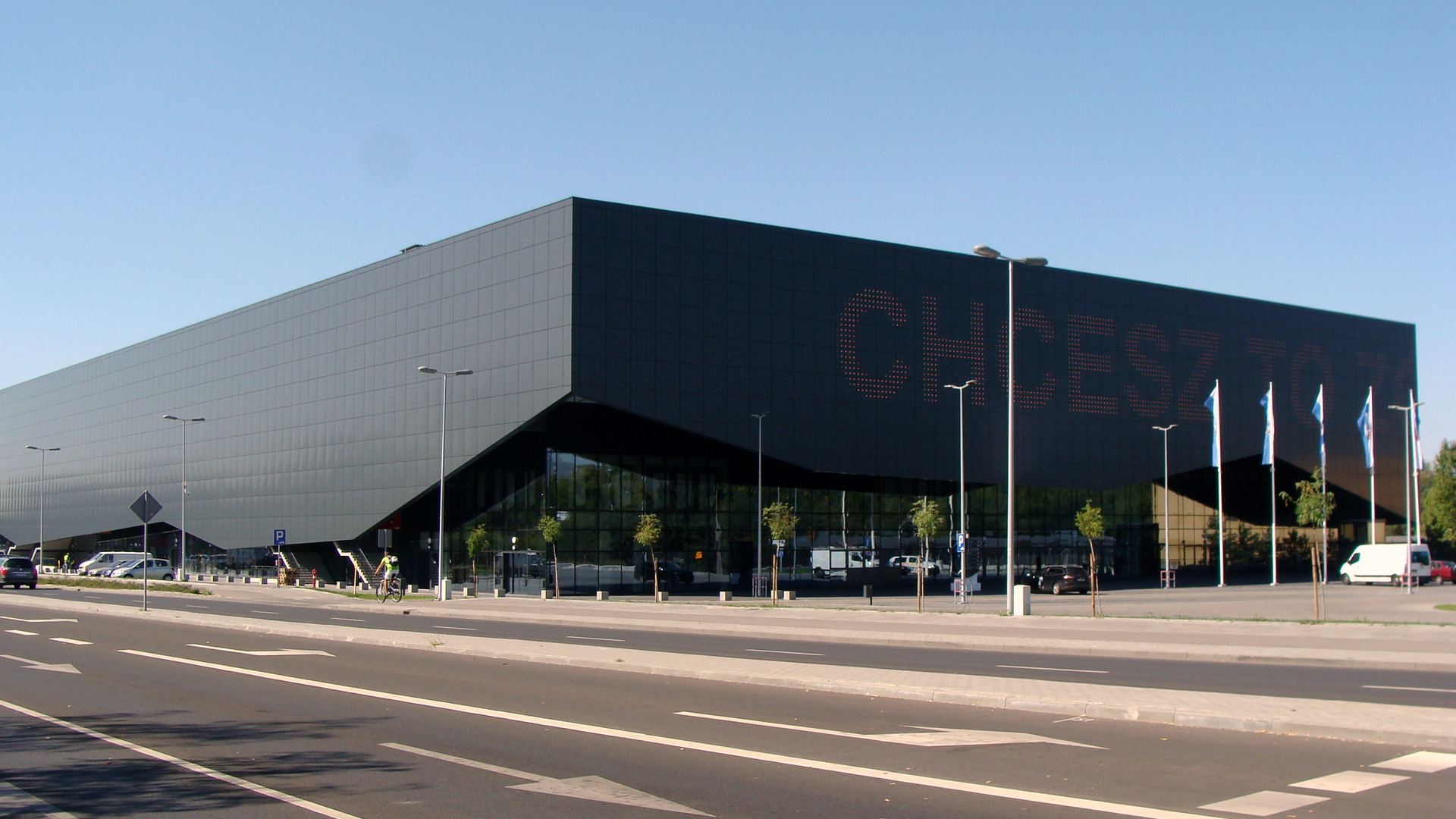
Arena Toruń

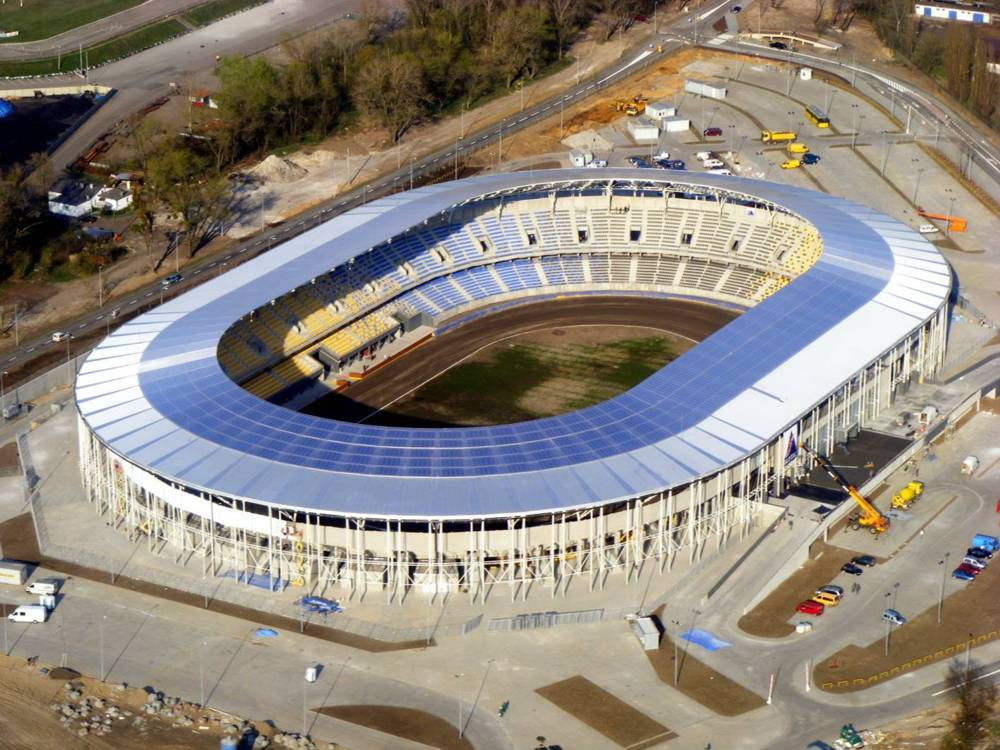
Motoarena Toruń

- Pomorzanin Toruń - calcio, scatola, hockey su prato
- KS Toruń HSA - hockey
- Pierniki Toruń - pallacanestro
- KS Toruń - speedway
- Polski Cukier Toruń - basket maschile
- aKatarzynki Toruń - basket femminile
- FC Toruń - calcio a 5
- MKS Axel Toruń - pattinaggio artistico
- KS Start-Wisła Toruń - tennis
- Budowlani Toruń - pallavolo femminile, canottaggio, scherma
- KS Laguna 24 Toruń - nuoto
- TKK Pacific Toruń - ciclismo
- AZS Toruń - basket maschile, pallamano maschile

## Amministrazione

### Gemellaggi[7]
- Filadelfia, dal 1976
- Gottinga, dal 1978
- Leida, dal 1988
- Hämeenlinna, dal 1989
- Kaliningrad, dal 1995
- Čadca, dal 1996
- Swindon, dal 2003
- Luc'k, dal 2008
- Novo Mesto, dal 2009
- Guilin, dal 2010
- Pamplona, dal 2011
- Angers, dal 2016

## Galleria d'immagini

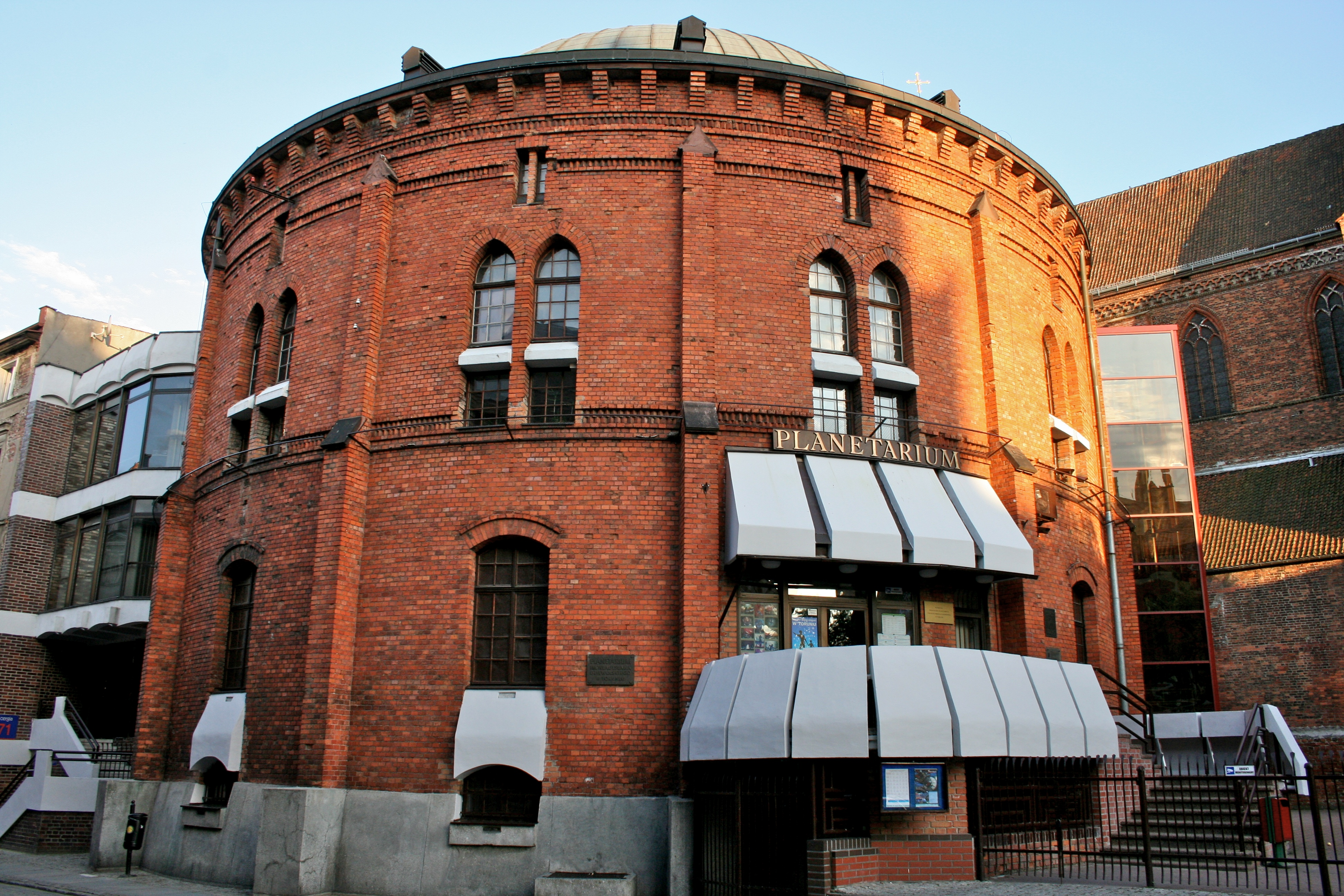
Planetario
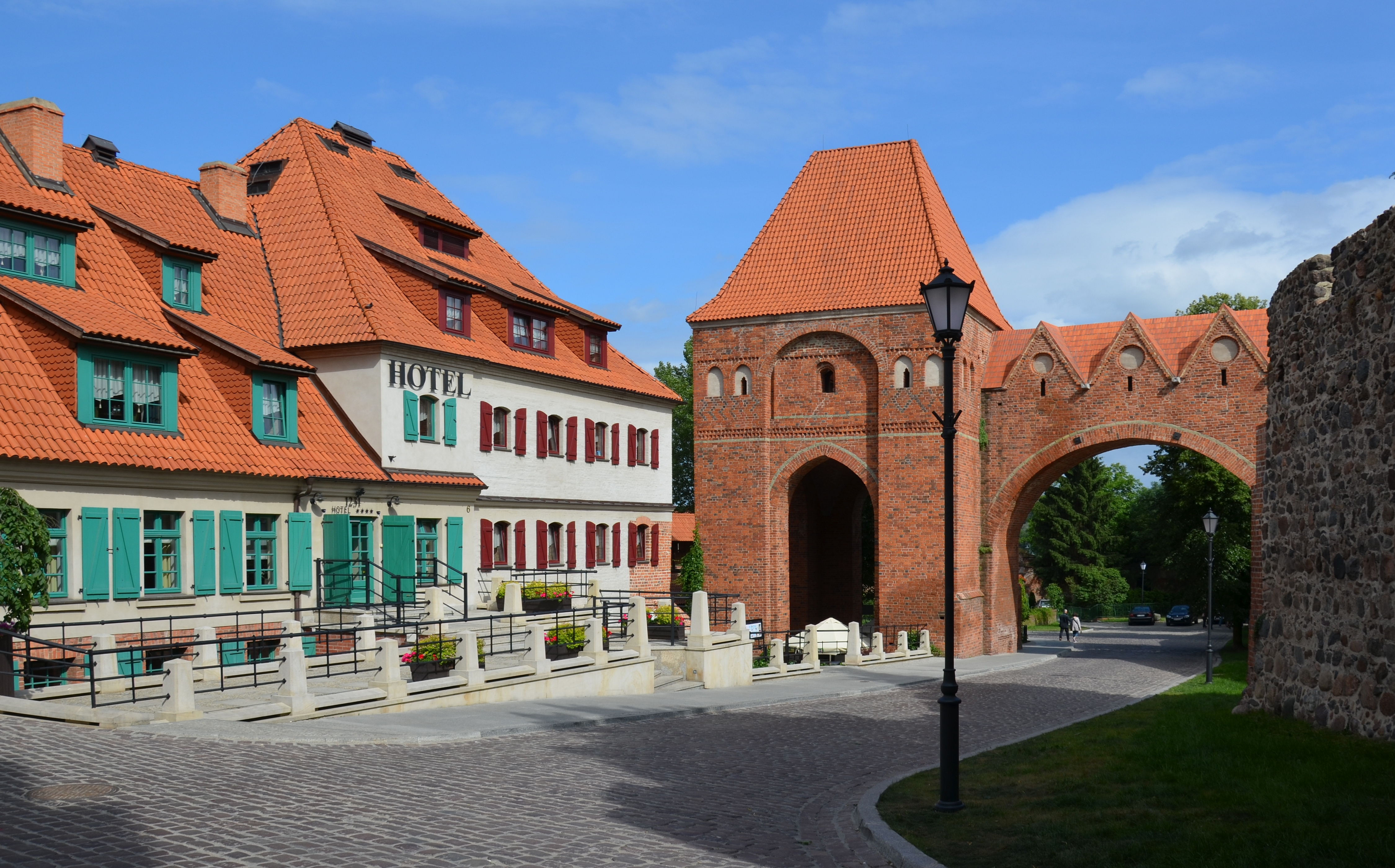
Mulino e la porta
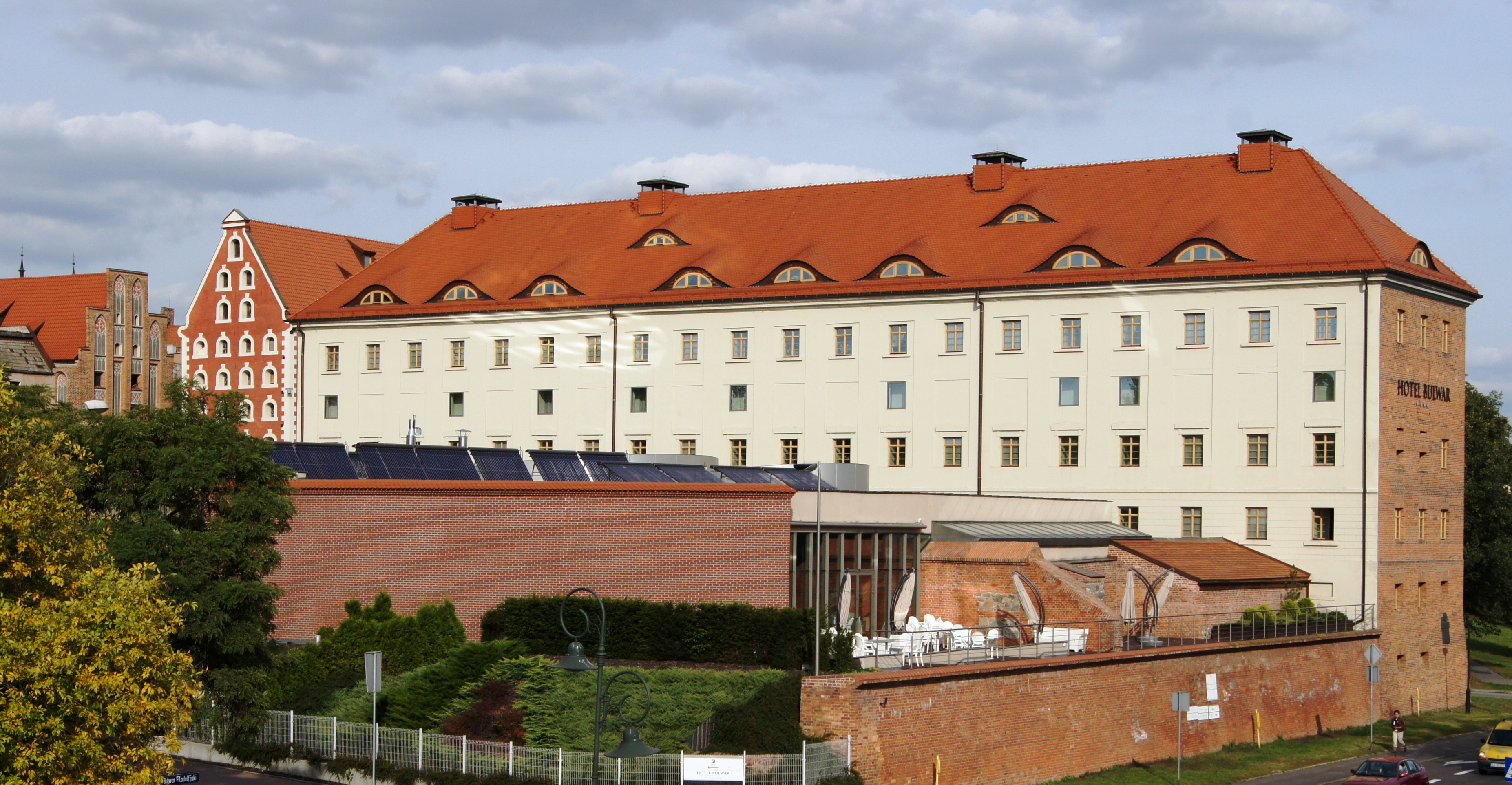
Il granaio
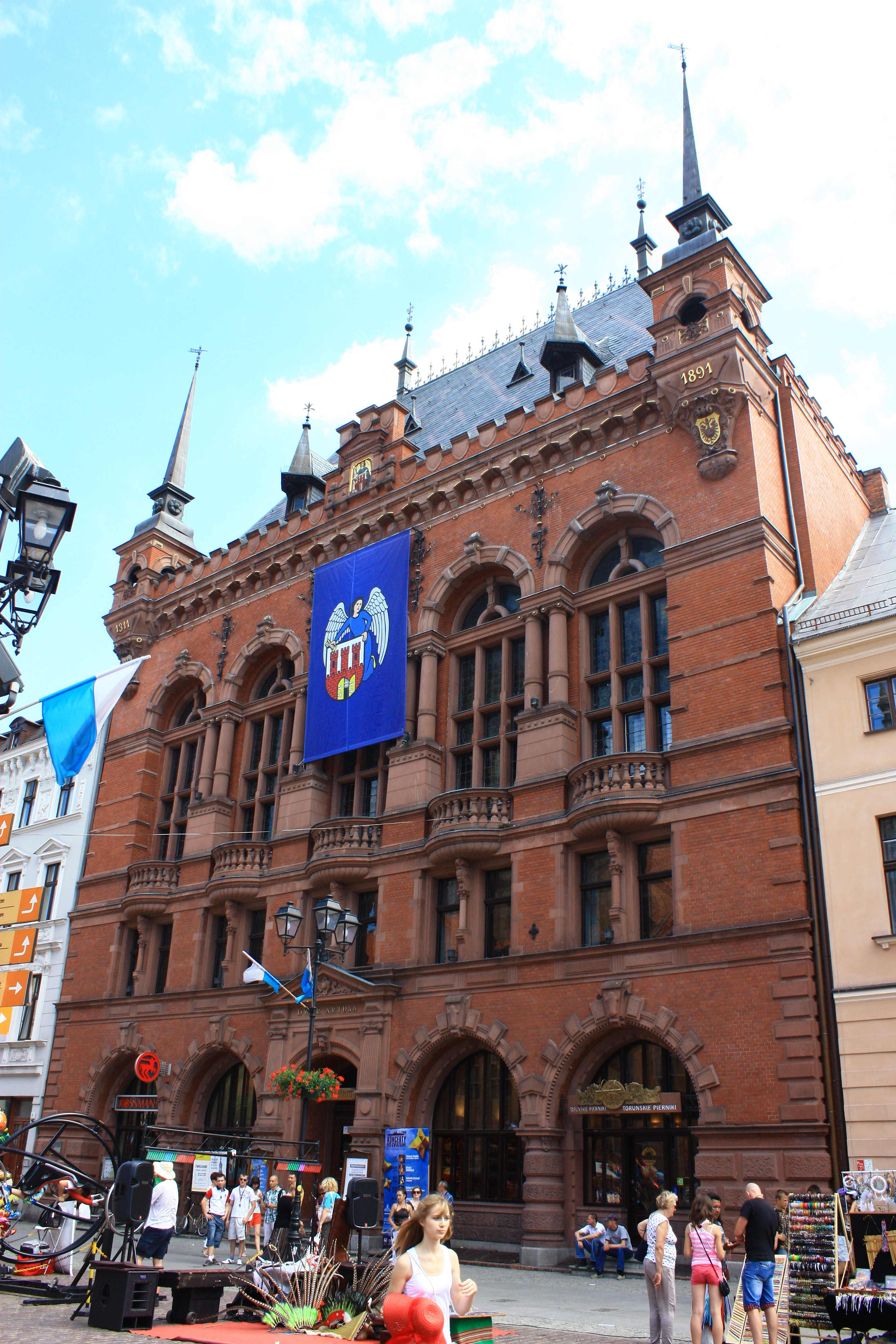
Corte d'Artù
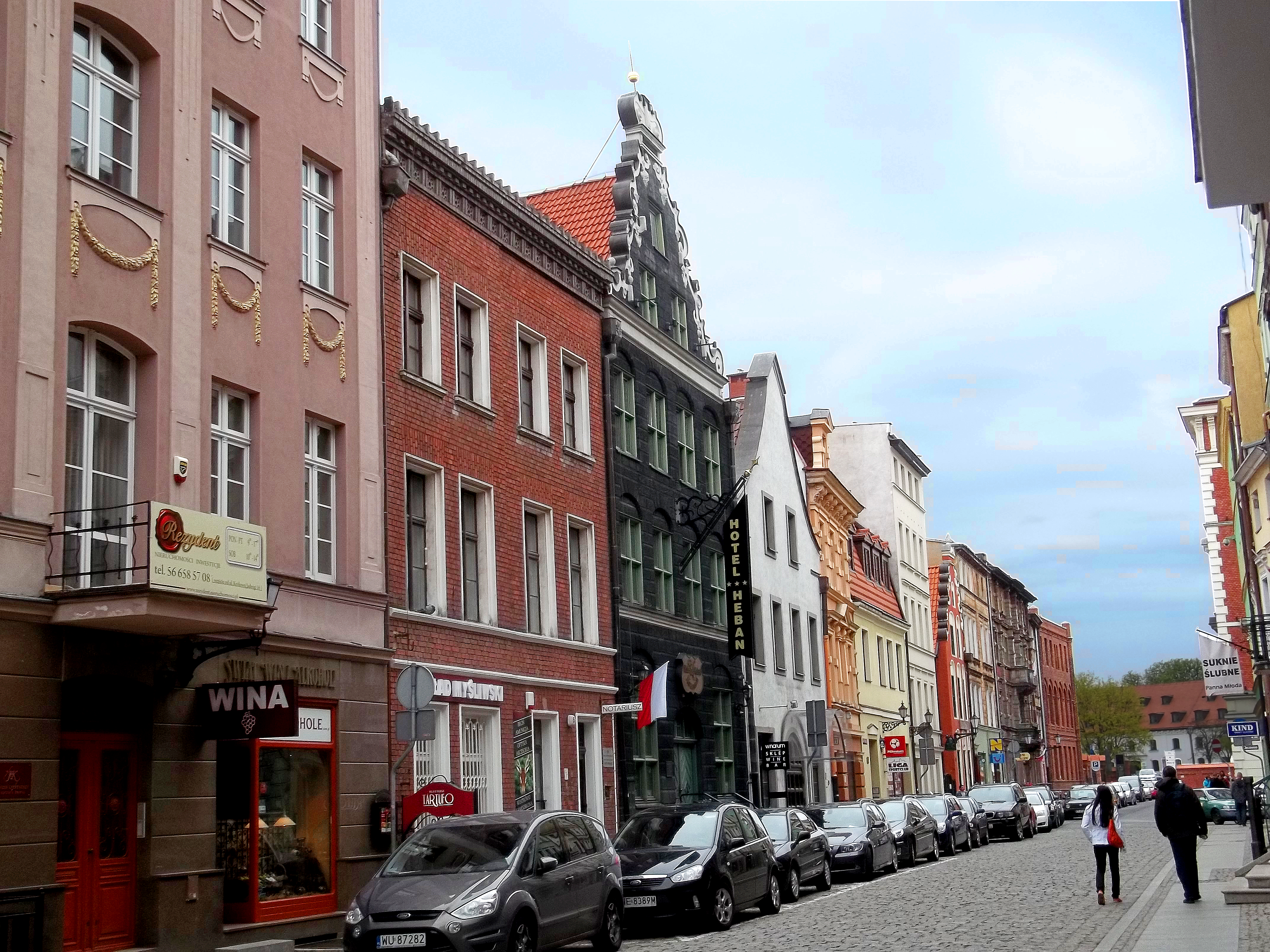
Alcune palazzine dell'epoca anseatica
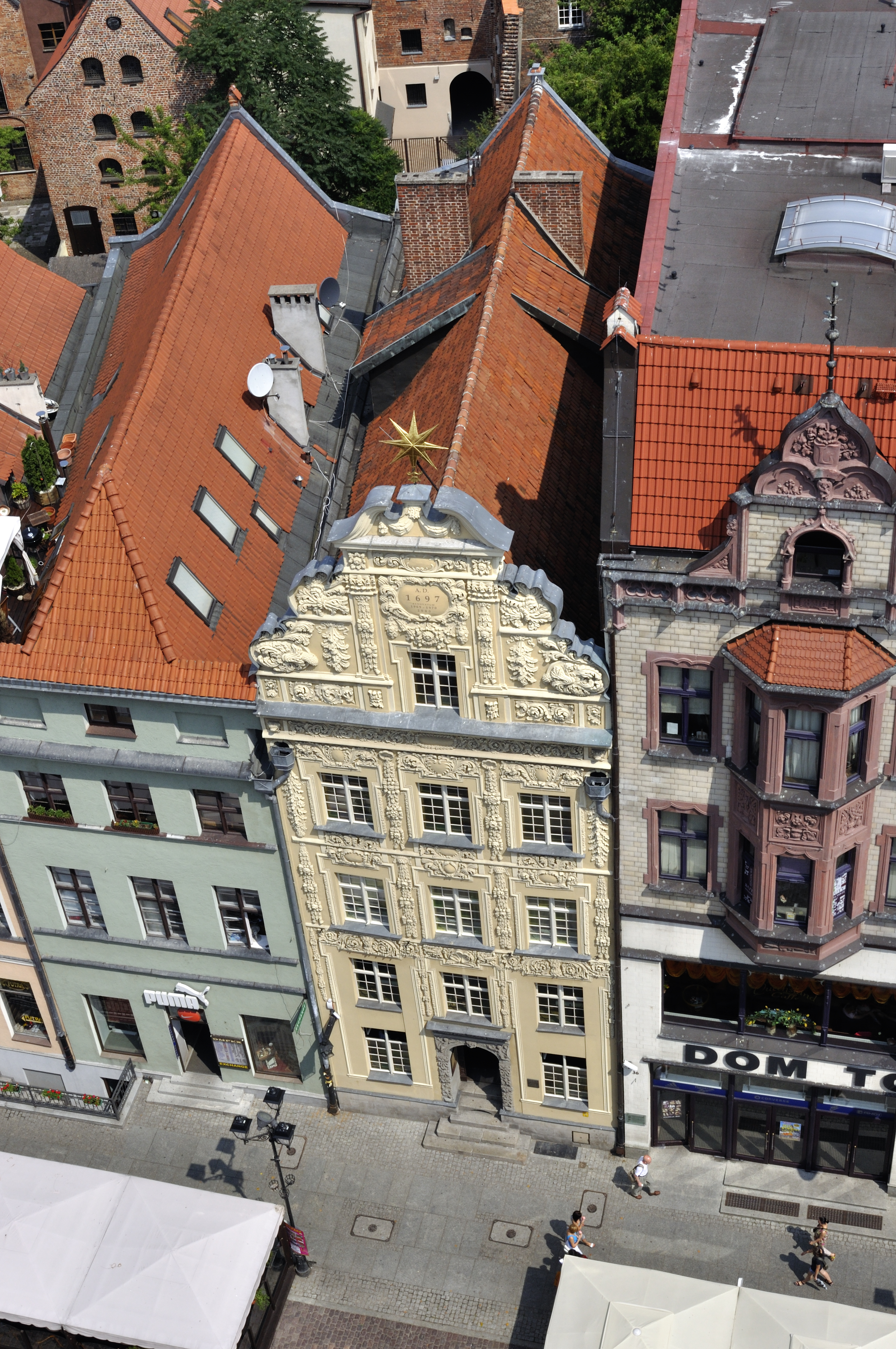
Palazzina sotto la stella
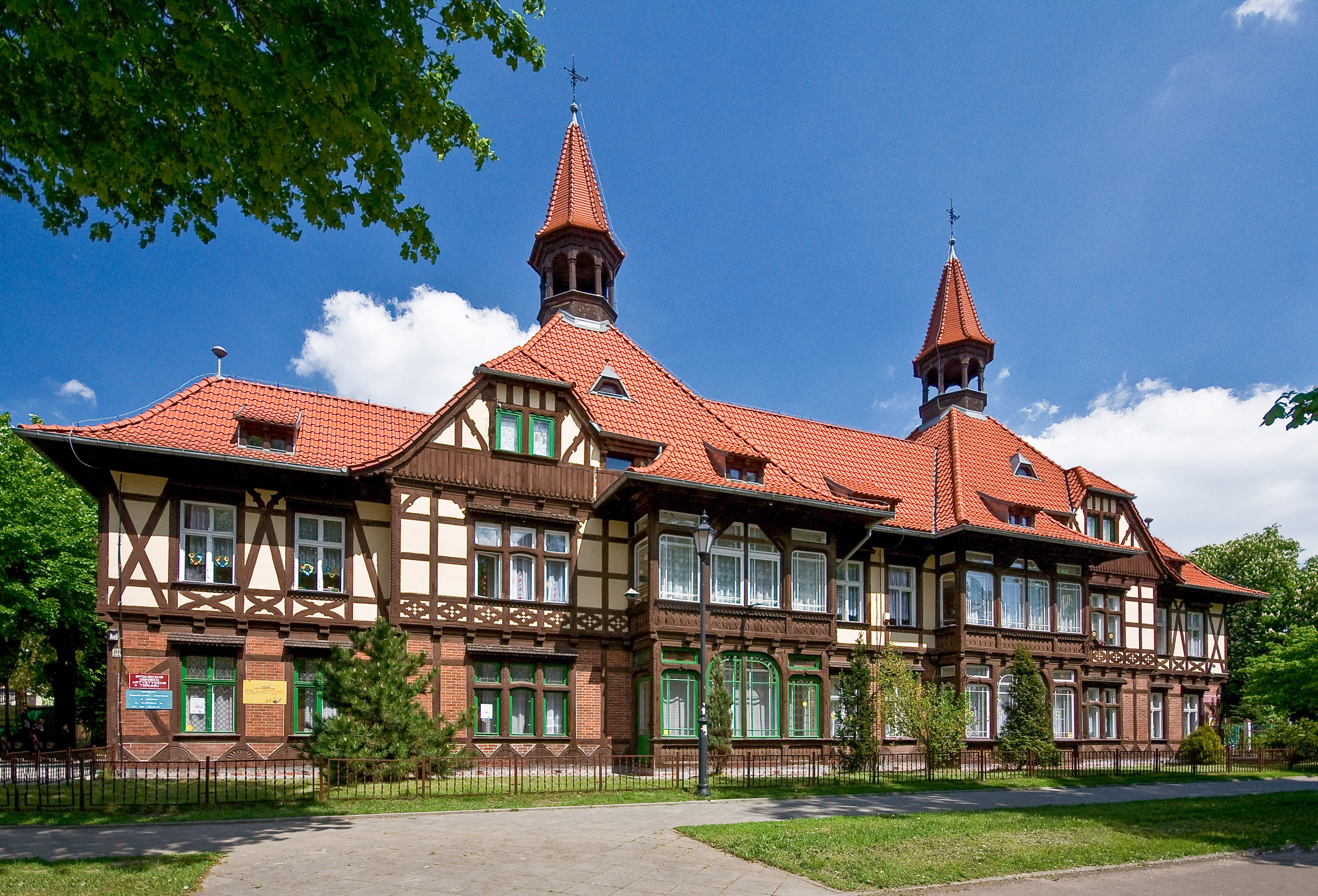
Edificio in stile prussiano
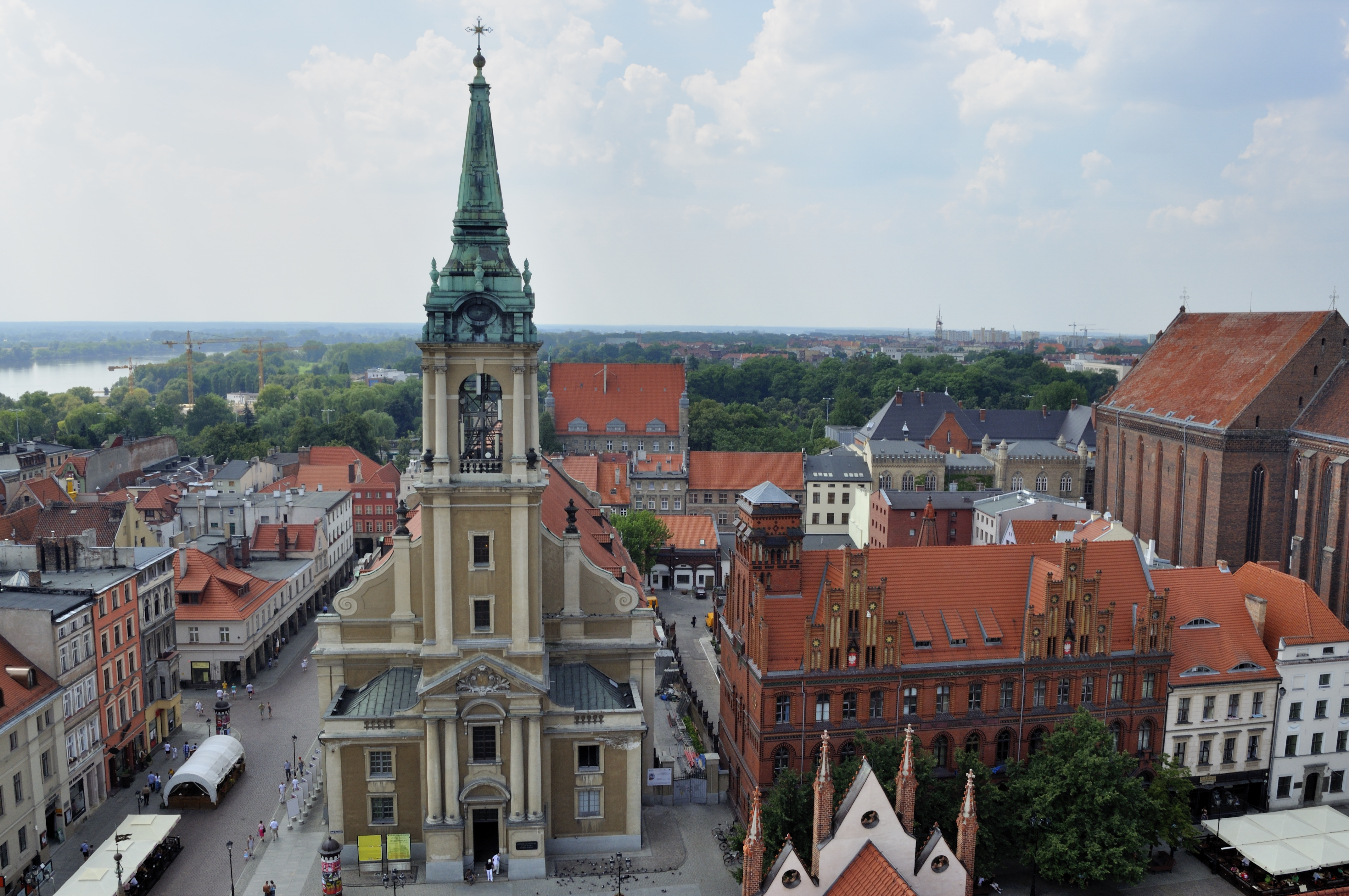
Chiesa di Santo Spirito
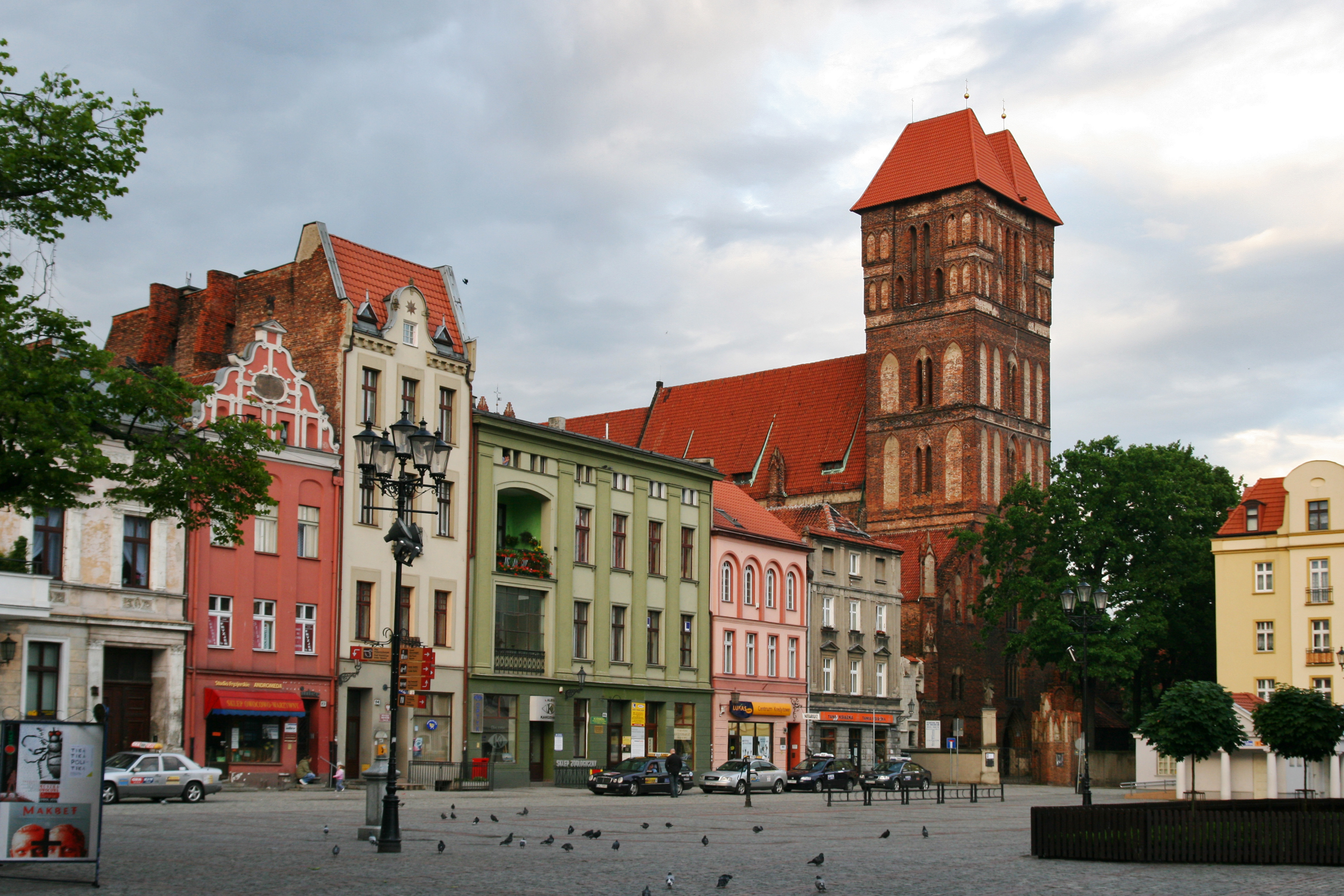
Chiesa di San Giacomo
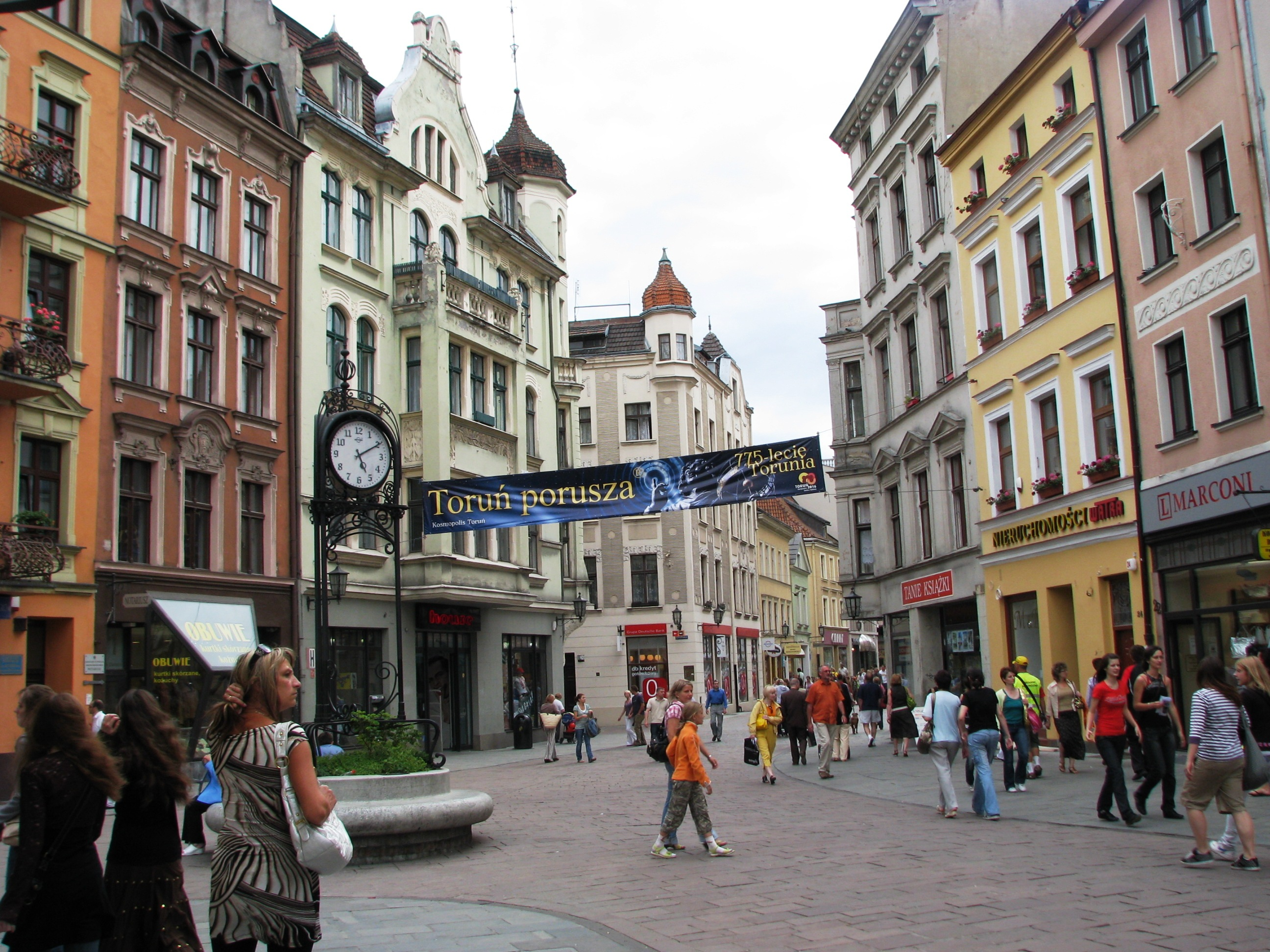
Via della regina Edvige
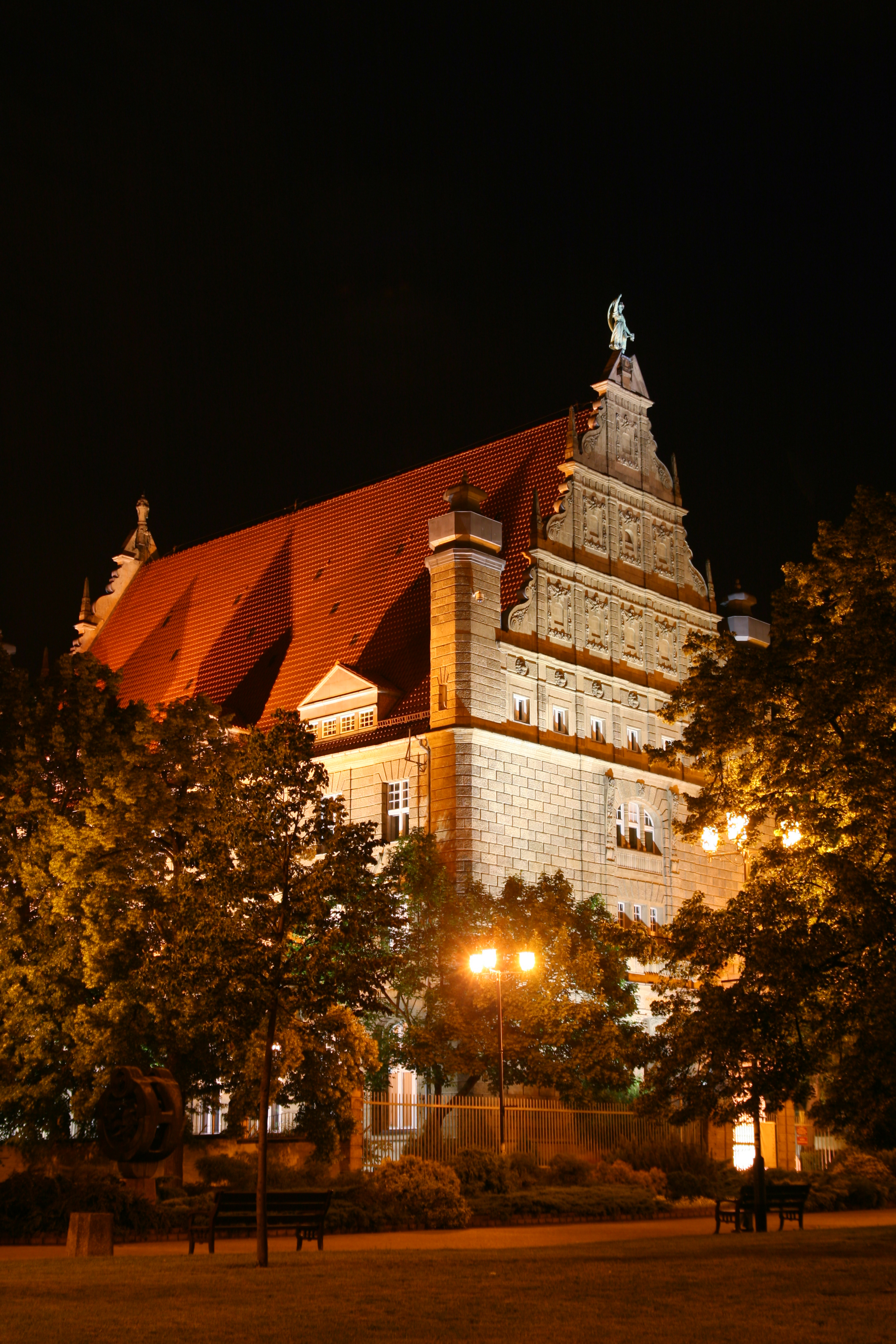
Collegium Maximum
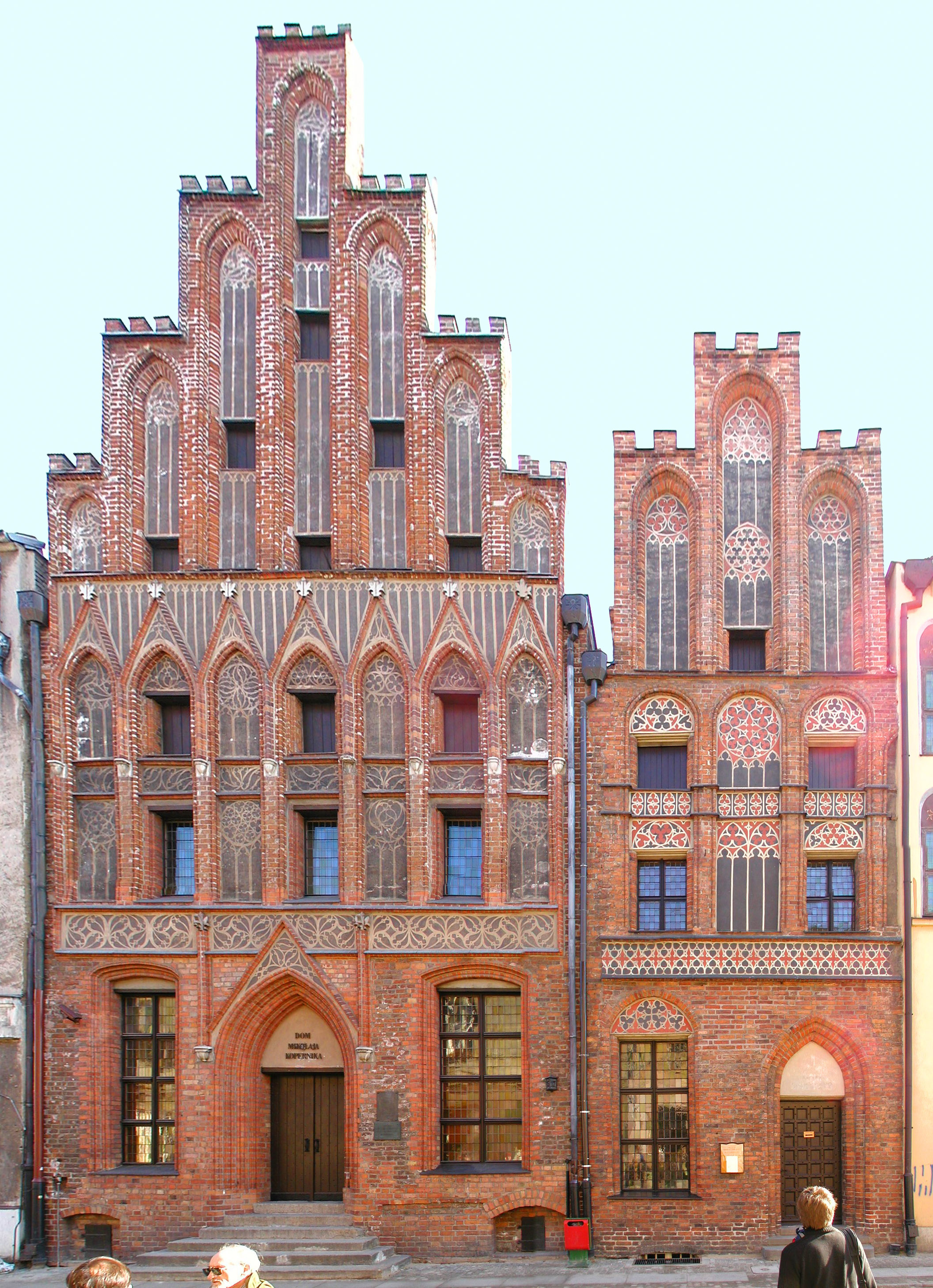
Casa di Copernico
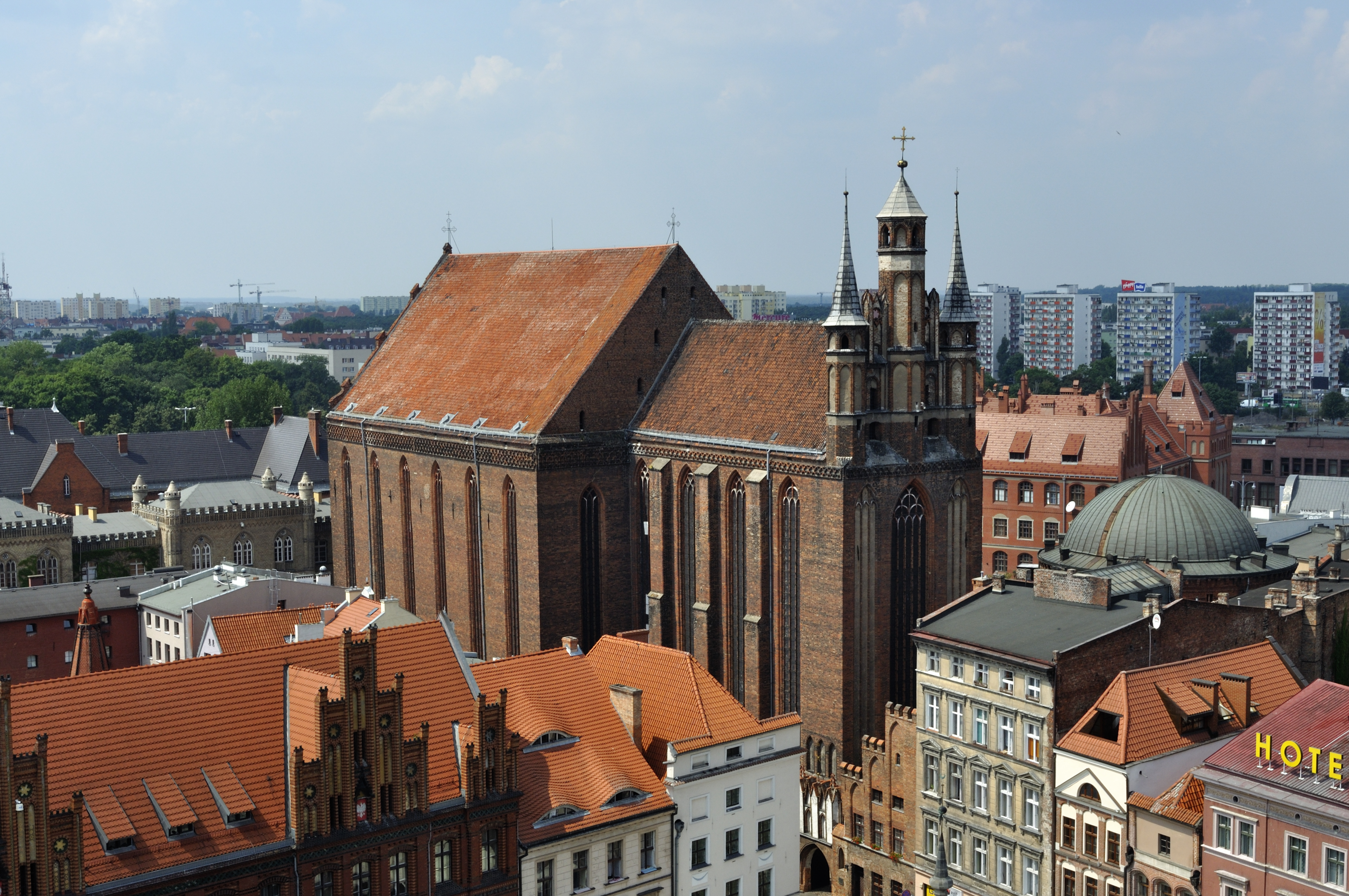
Chiesa dell'Assunzione
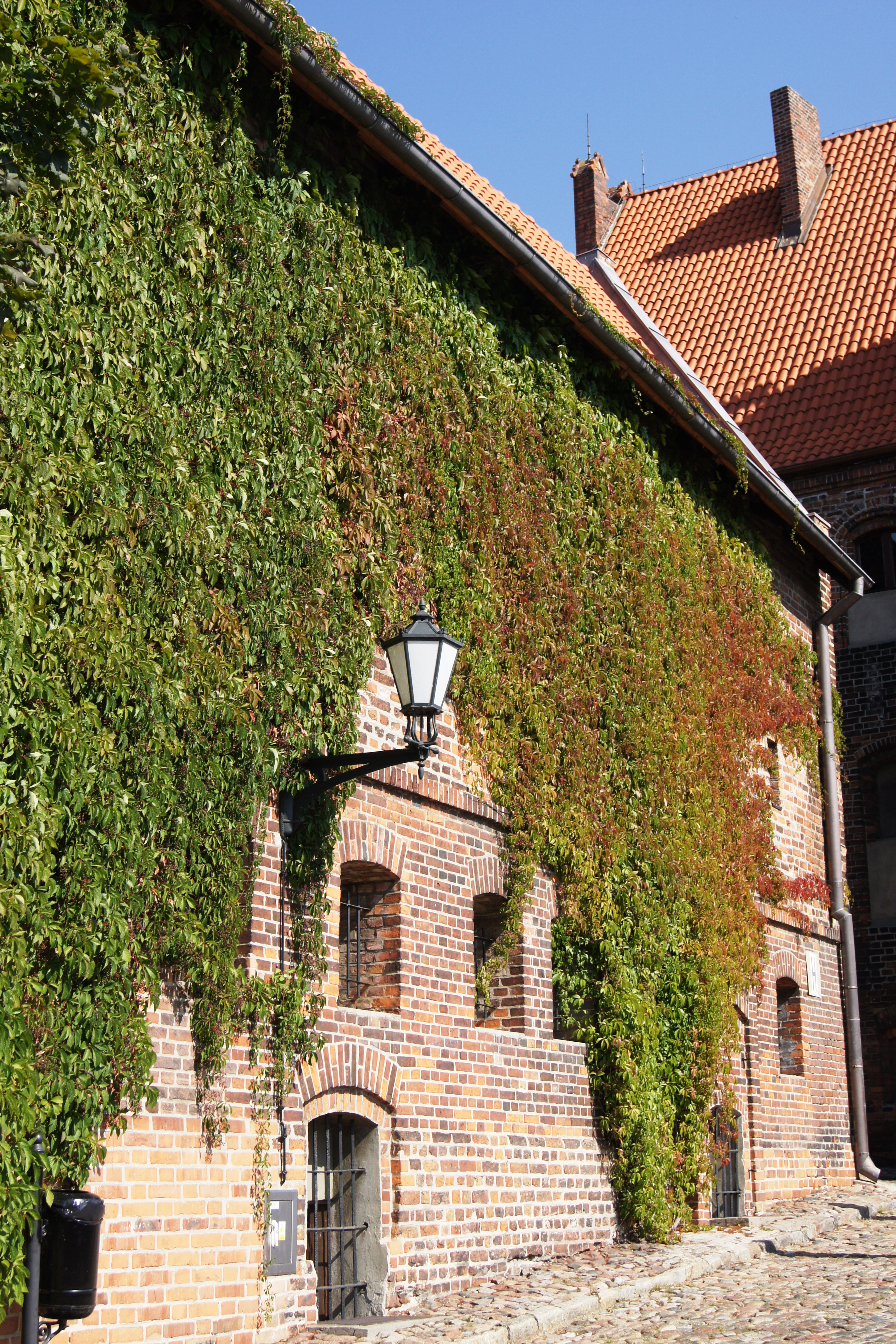
Casa delle Muse
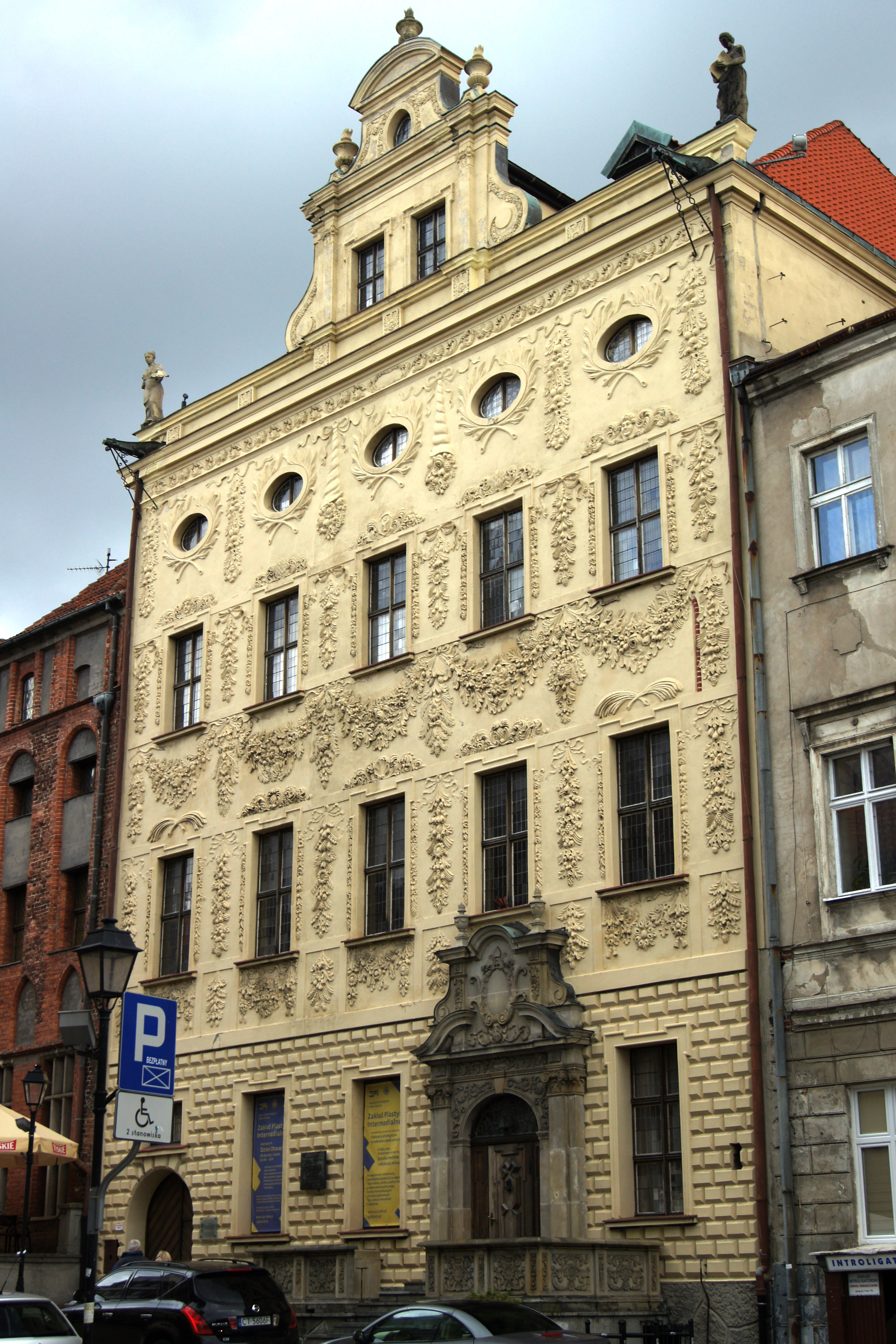
Palazzo Vescovile
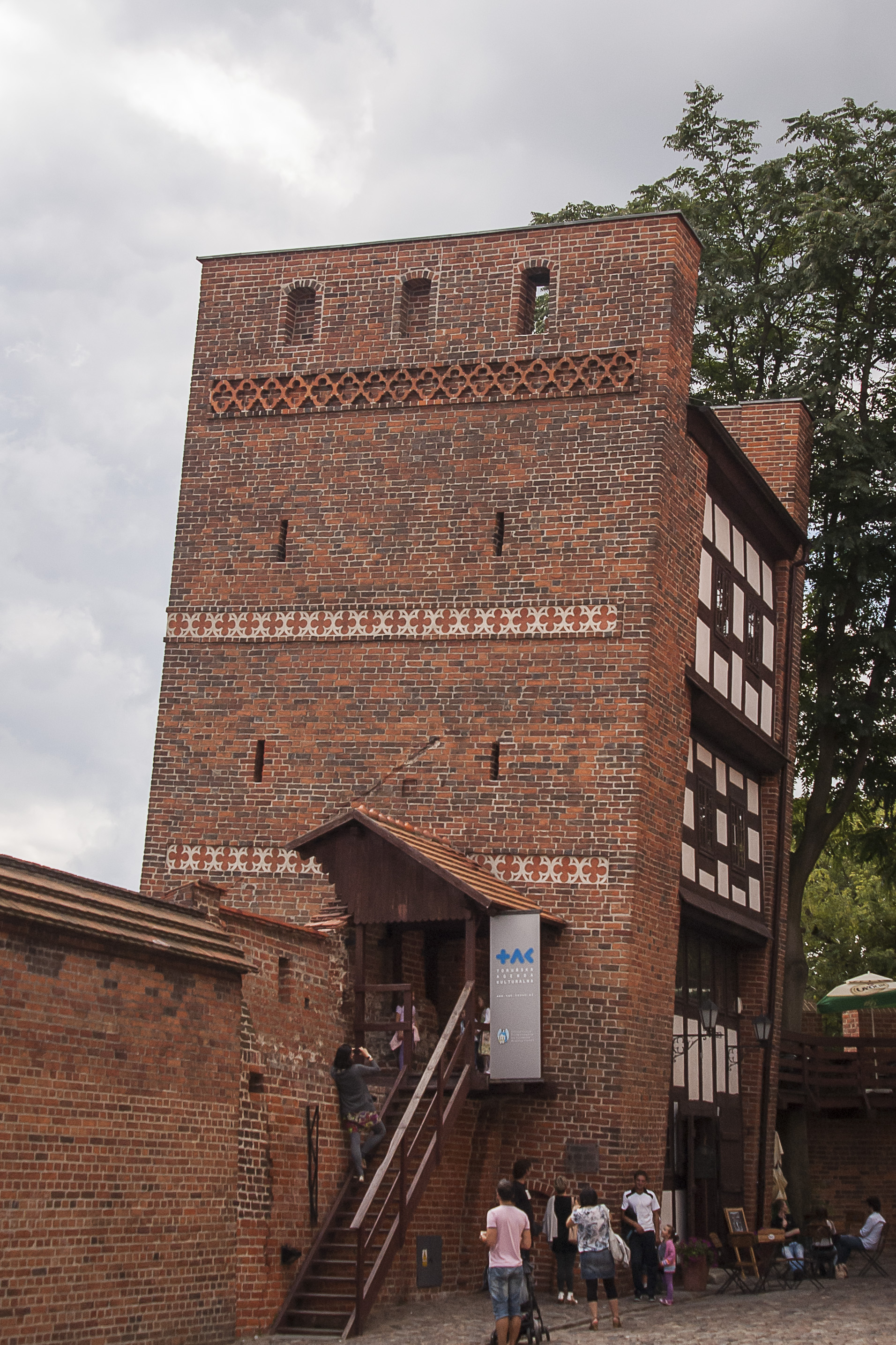
Torre Pendente
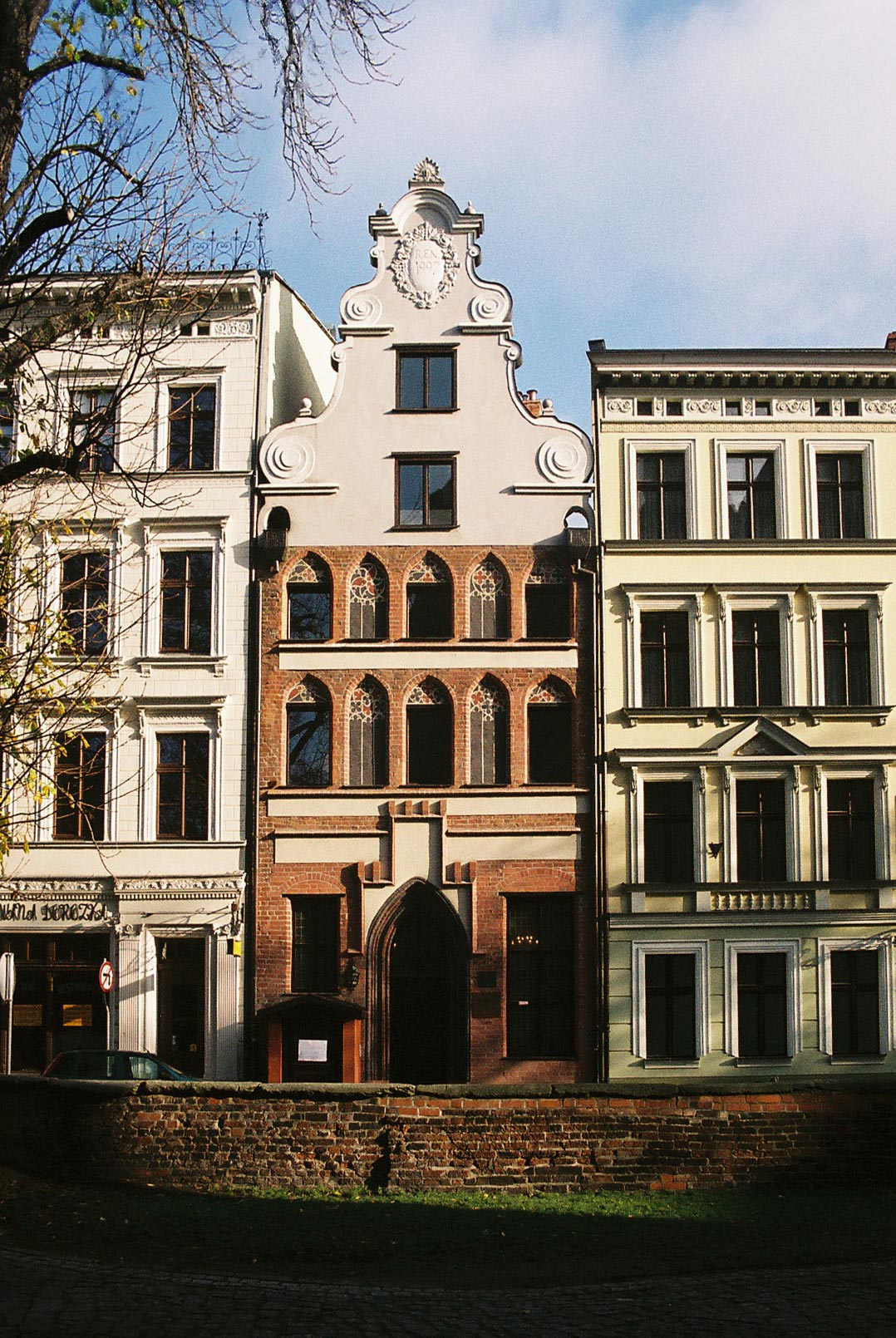
Palazzina medievale
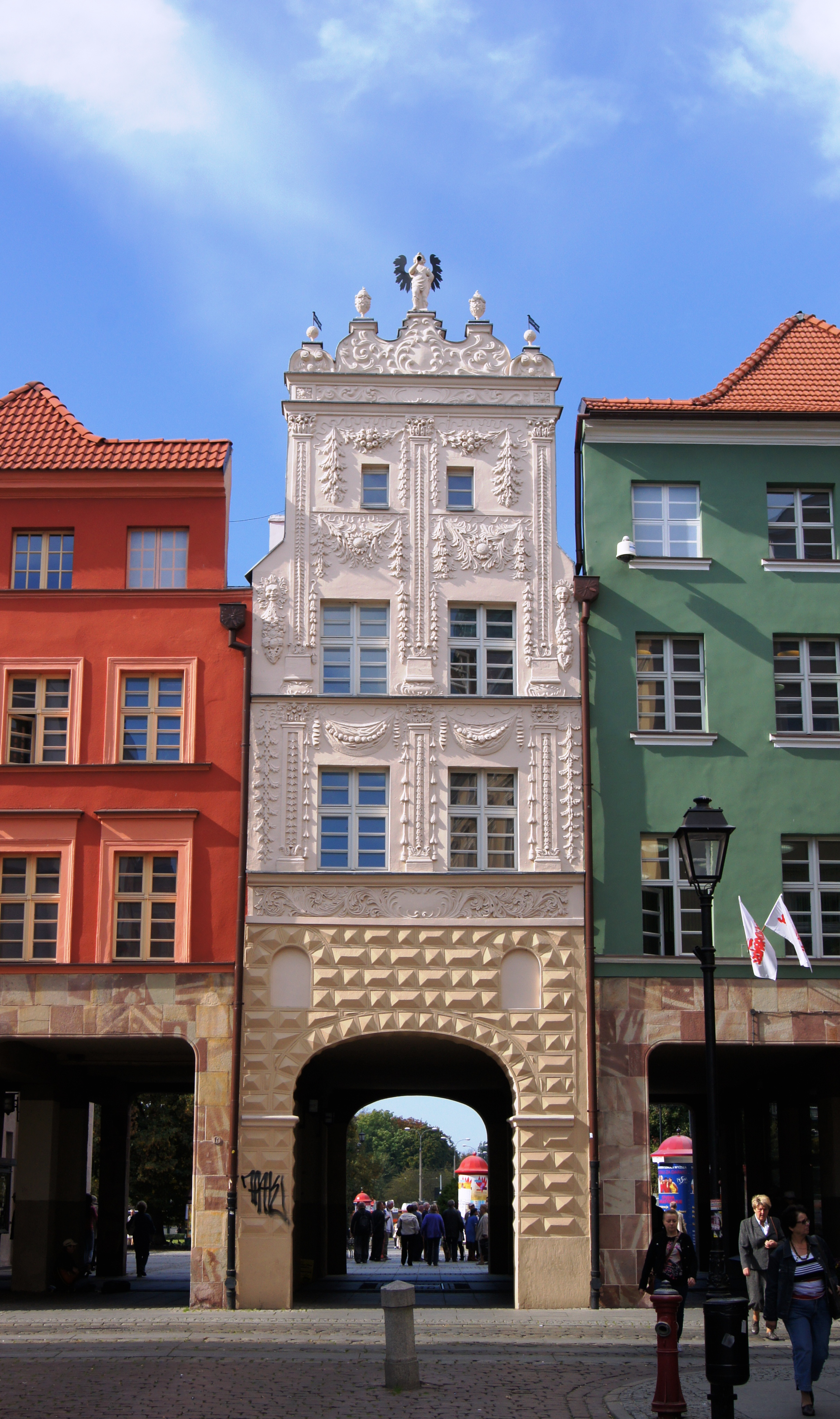
Arco del Cesare